# La Voz
La Voz és un concurs de televisió musical espanyol produït per Boomerang TV en col·laboració amb Talpa Media i que era emès a Telecinco -pensat en un principi per a Cuatro- des del 19 de setembre de 2012, actualment emés a Antena 3. Aquest format consisteix a triar entre un grup de concursants a aquells que destaquin per les seves qualitats vocals sense que la seva imatge influeixi en la decisió del jurat. Es tracta de l'adaptació espanyola del reeixit format neerlandès The Voice, popularitzat en el món arran de l'adaptació estatunidenca que emet la cadena NBC des d'abril de 2011.
El 5 de febrer de 2012 es van donar a conèixer els noms oficials dels artistes que formaran part de la primera edició de la veu a Telecinco. Es van nomenar David Bisbal, Malú, Rosario Flores i Melendi, però es desconeixien els noms dels respectius participants. De tota manera, el que sí que es va donar a conèixer va ser el presentador del format, que en aquest cas seria Jesús Vázquez com ja va fer amb el talent show Operación Triunfo. També al principi es va anunciar a Carolina Alcázar com a co-presentadora en les gales, però el grup televisiu va desmentir la seva implicació en aquest programa. Al setembre es va anunciar el fitxatge de Tania Llasera com a col·laboradora del programa, la seva participació a "La voz" seria donar a conèixer l'opinió del públic a les xarxes socials.
Al maig de 2018, Atresmedia es va fer amb els drets del format, per la qual cosa el programa s'emet des de la seva sisena temporada a Antena 3, etapa que va començar el 7 de gener de 2019 amb el fitxatge estrella d'Eva González com a presentadora i Juanra Bonet al backstage. A més, el 26 de desembre de 2018, per primera vegada a Espanya, el programa va estrenar un canal de La voz a Atresplayer amb els millors continguts de programa.

## Mecànica
La Voz consisteix a triar entre un grup de concursants a aquells que destaquin per les seves qualitats vocals sense que la seva imatge influeixi en la decisió del jurat. L'objectiu d'aquest format és tractar de trobar la millor veu d'Espanya. D'altra banda, el jurat format per quatre professionals de la música, escoltarà els aspirants d'esquena, sentint només la seva veu. Si els agraden, donaran la volta a les seves cadires. Quan una majoria de coach es gira, els aspirants passaran a la següent fase. En ella, els finalistes tornaran a cantar d'esquena. Cada jutge haurà d'elegir al concursant dels que serà mentor a la resta del programa. Si més de dos membres del jurat barallen per un concursant, serà ell mateix qui decideixi amb quin equip es queda. Finalment, serà el públic qui decideixi el guanyador en les gales en directe.

## Equip

### Presentadors
| Canal         | Telecinco | Telecinco | Telecinco | Telecinco | Telecinco | Telecinco | Antena 3 | Antena 3 | Antena 3 | Antena 3 |
| Edició        | Edició    | 1         | 2         | 3         | 4         | 5         | 6        | 7        | 8        | 9        |
| Any           | Any       | 2012      | 2013      | 2015      | 2016      | 2017      | 2019     | 2020     | 2021     | 2022     |
| ------------- | --------- | --------- | --------- | --------- | --------- | --------- | -------- | -------- | -------- | -------- |
| Jesús Vázquez |           |           |           |           |           |           |          |          |          |          |
| Tania Llasera |           |           |           |           |           |           |          |          |          |          |
| Eva González  |           |           |           |           |           |           |          |          |          |          |
| Juanra Bonet  |           |           |           |           |           |           |          |          |          |          |

### Coaches
| Canal            | Telecinco | Telecinco | Telecinco | Telecinco | Telecinco | Antena 3  | Antena 3 | Antena 3 | Antena 3  |
| Edició           | 1         | 2         | 3         | 4         | 5         | 6         | 7        | 8        | 9         |
| Any              | 2012      | 2013      | 2015      | 2016      | 2017      | 2019      | 2020     | 2021     | 2022      |
| ---------------- | --------- | --------- | --------- | --------- | --------- | --------- | -------- | -------- | --------- |
| Malú             |           |           |           |           |           |           |          |          | Assessora |
| David Bisbal     |           |           |           |           |           |           |          | Assessor | Assessor  |
| Rosario Flores   |           |           | Assessora |           |           |           |          |          | Assessora |
| Melendi          |           |           |           |           |           |           |          |          | Assessor  |
| Antonio Orozco   |           |           |           |           | Assessor  |           |          |          |           |
| Alejandro Sanz   |           |           |           |           |           |           |          |          |           |
| Laura Pausini    |           |           |           |           |           |           |          |          |           |
| Manuel Carrasco  |           |           |           |           |           |           |          |          |           |
| Juanes           |           |           |           |           |           |           |          |          |           |
| Pablo López      |           |           | Assessor  | Assessor  |           |           |          |          |           |
| Paulina Rubio    |           |           |           |           |           |           |          |          |           |
| Luis Fonsi       | Assessor  |           |           |           |           |           |          |          |           |
| Miriam Rodríguez |           |           |           |           |           | Assessora | Regreso  | Regreso  |           |
| Pablo Alborán    |           |           |           |           |           |           |          |          |           |

Coaches La Voz 2022
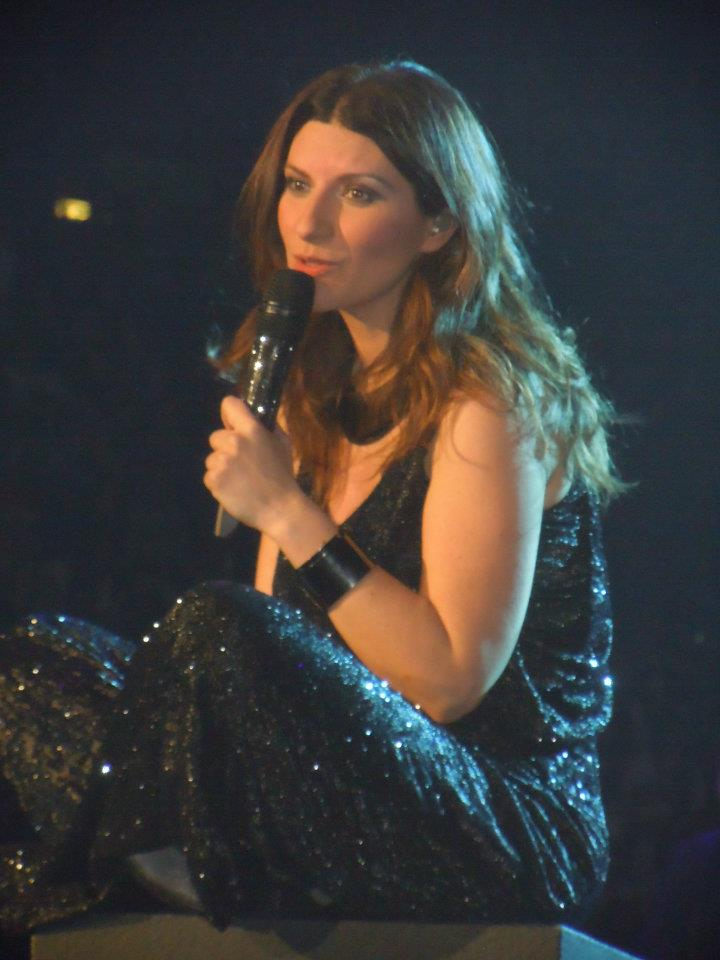
Laura Pausini (2015, 2020, 2022-)
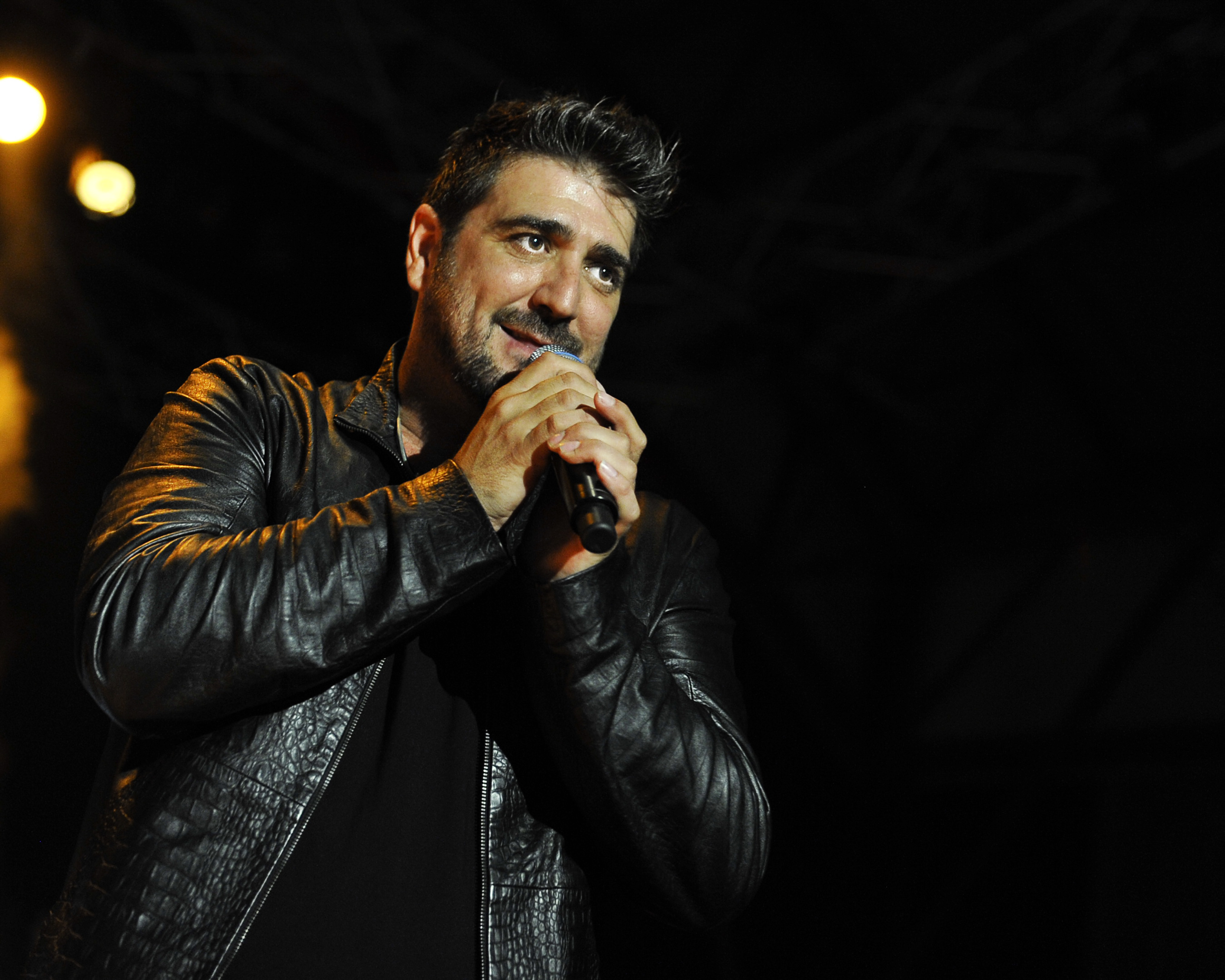
Antonio Orozco (2013-2015, 2019-2020, 2022-)
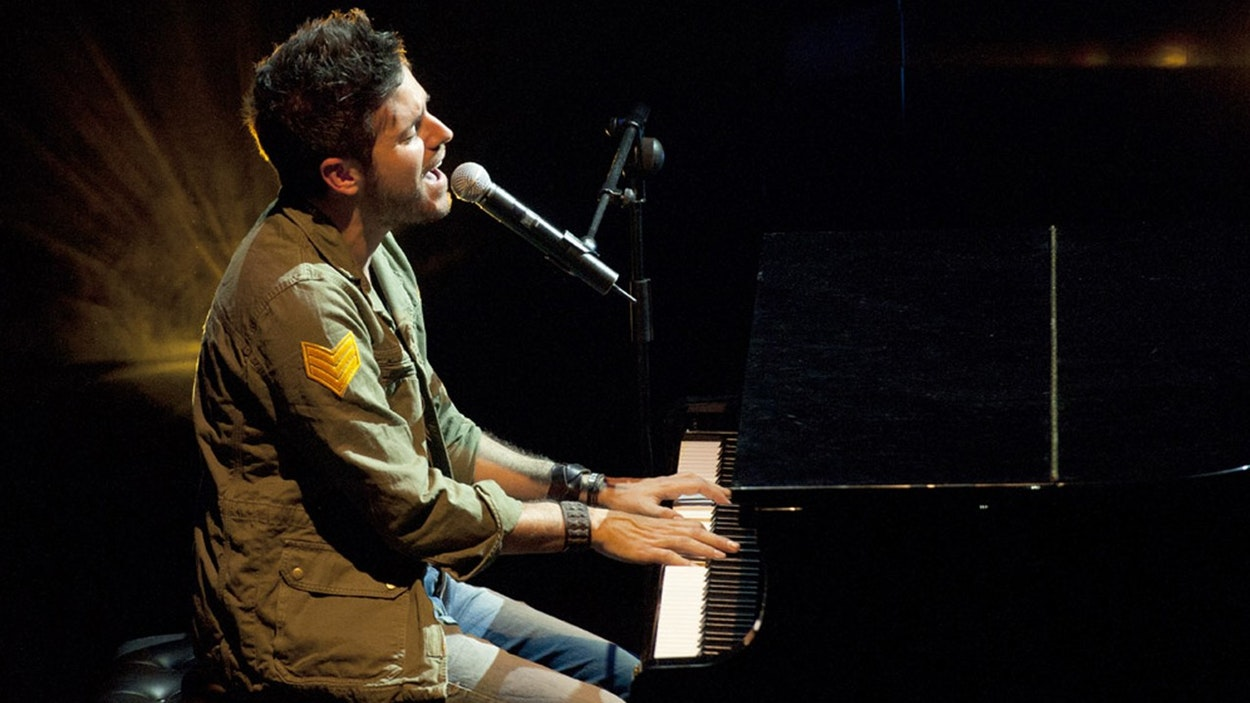
Pablo López (2017-2020, 2022-)
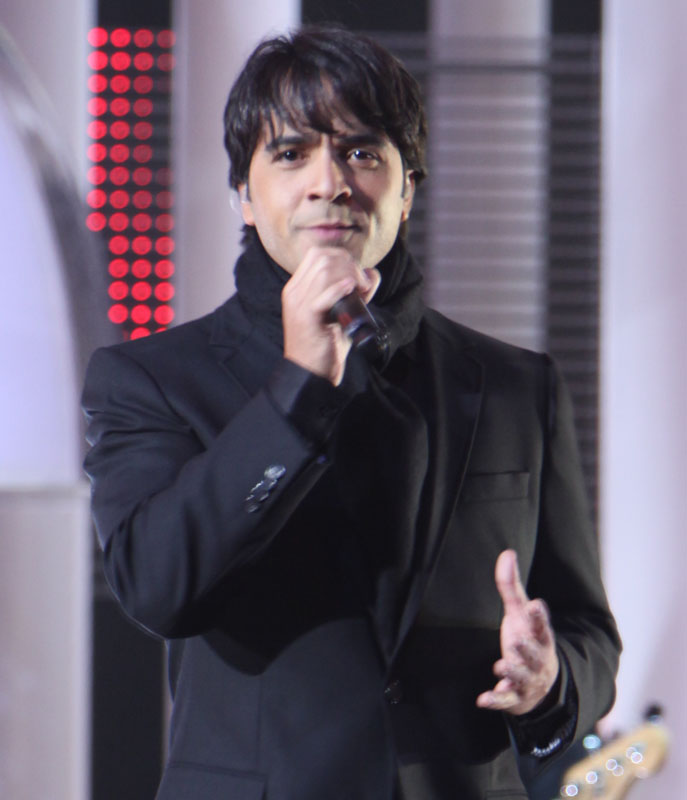
Luis Fonsi (2019, 2021-)

Antics Coaches
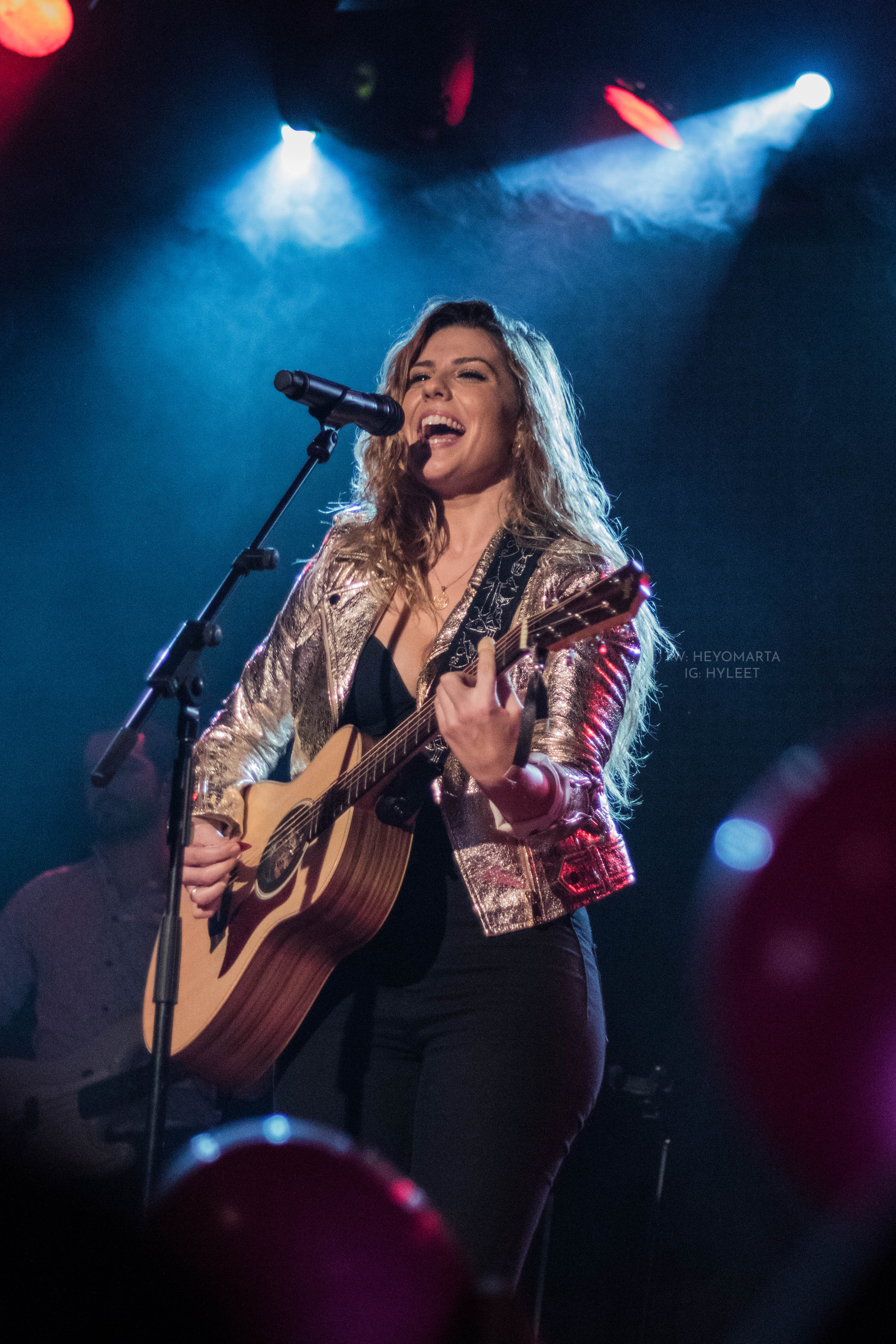
Miriam Rodríguez (El Regreso 2020-2021)
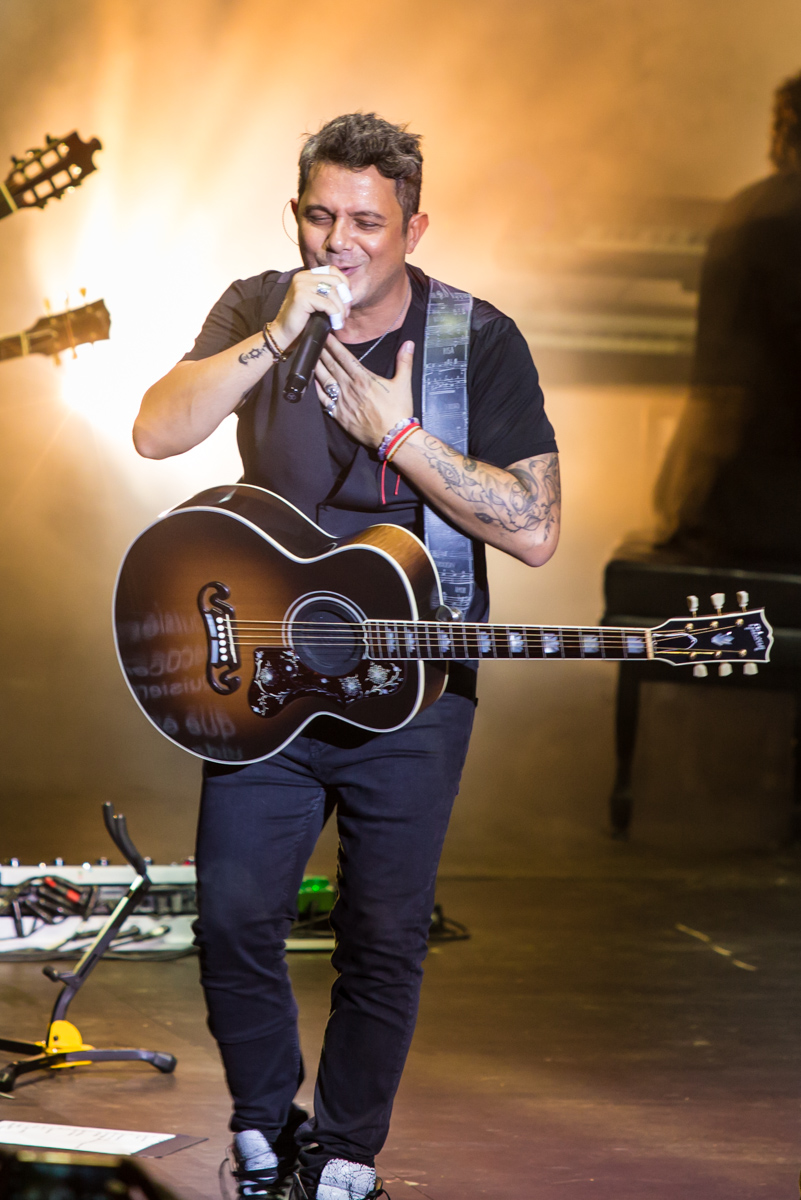
Alejandro Sanz (2015-2016, 2020-2021)
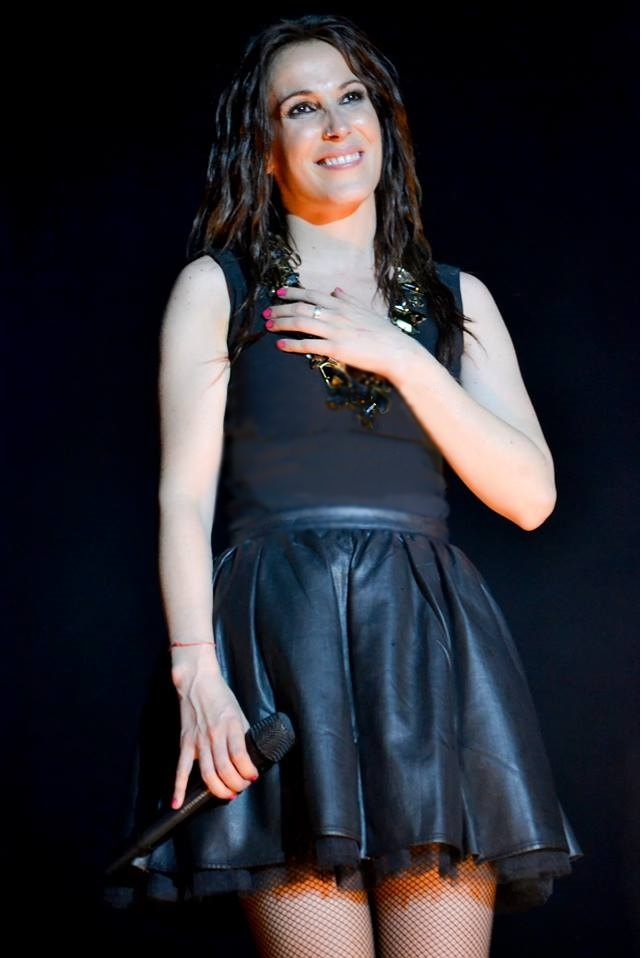
Malú (2012-2017, 2021)
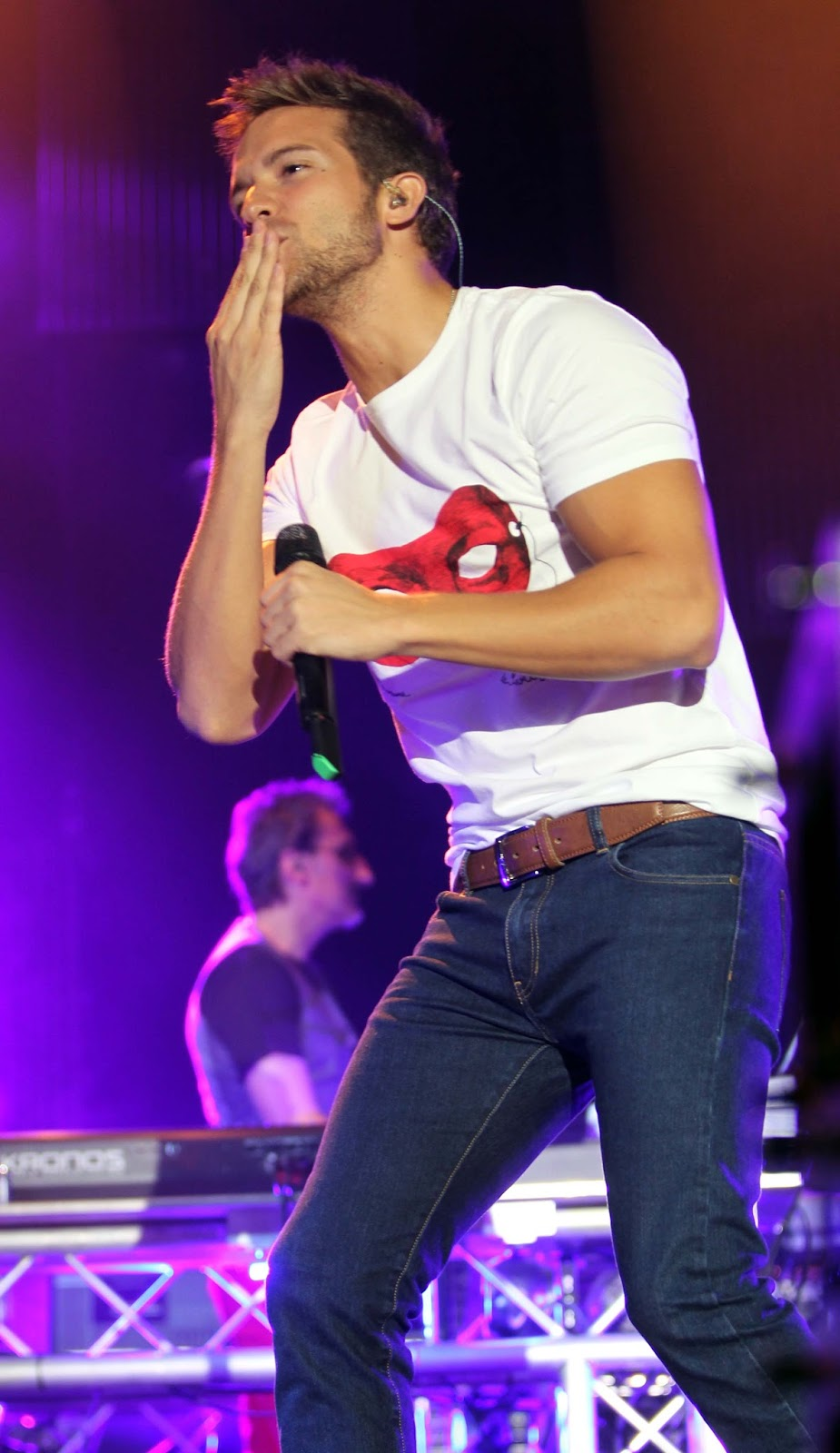
Pablo Alborán (2021)
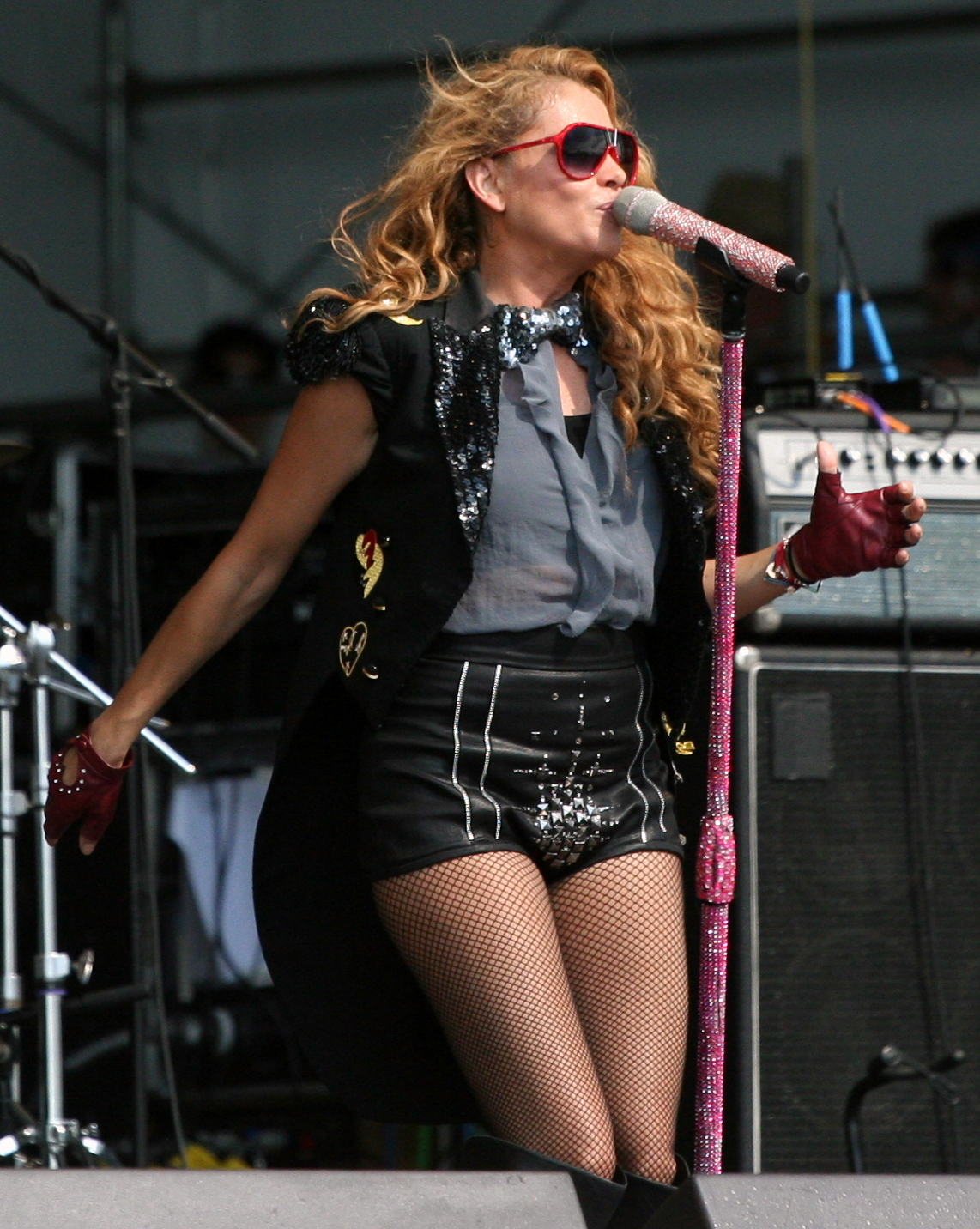
Paulina Rubio (2019)
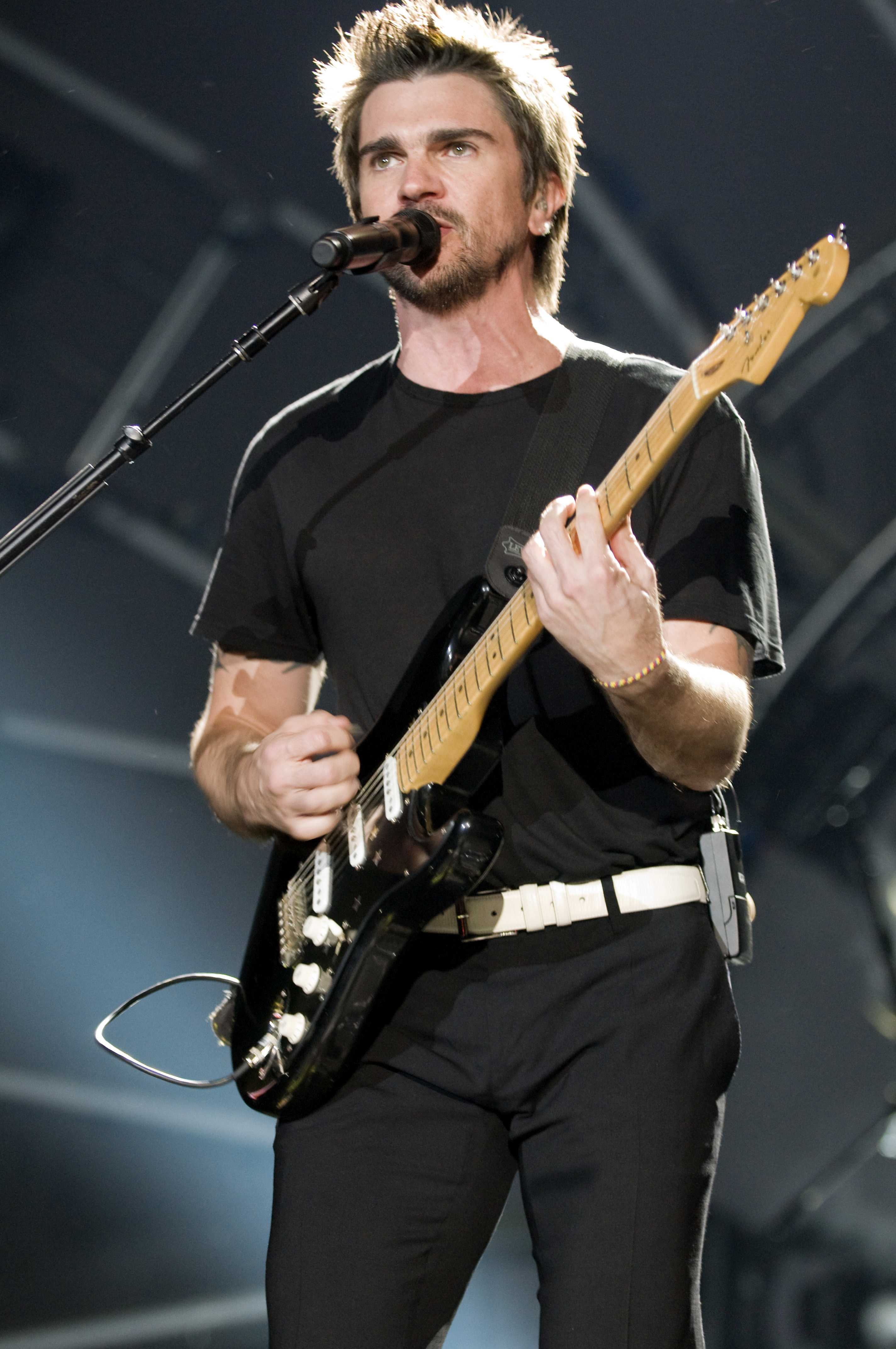
Juanes (2017)
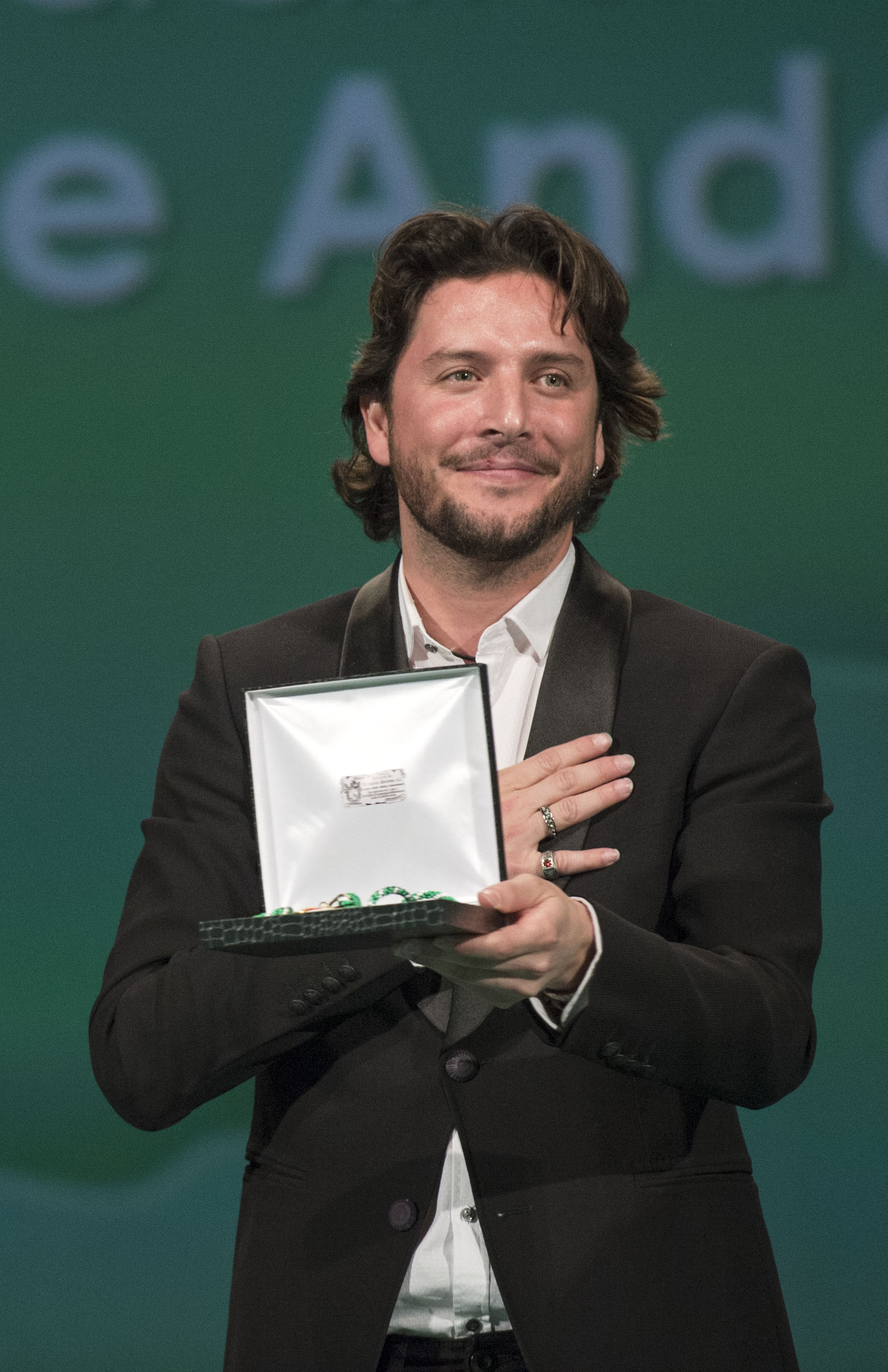
Manuel Carrasco (2016-2017)
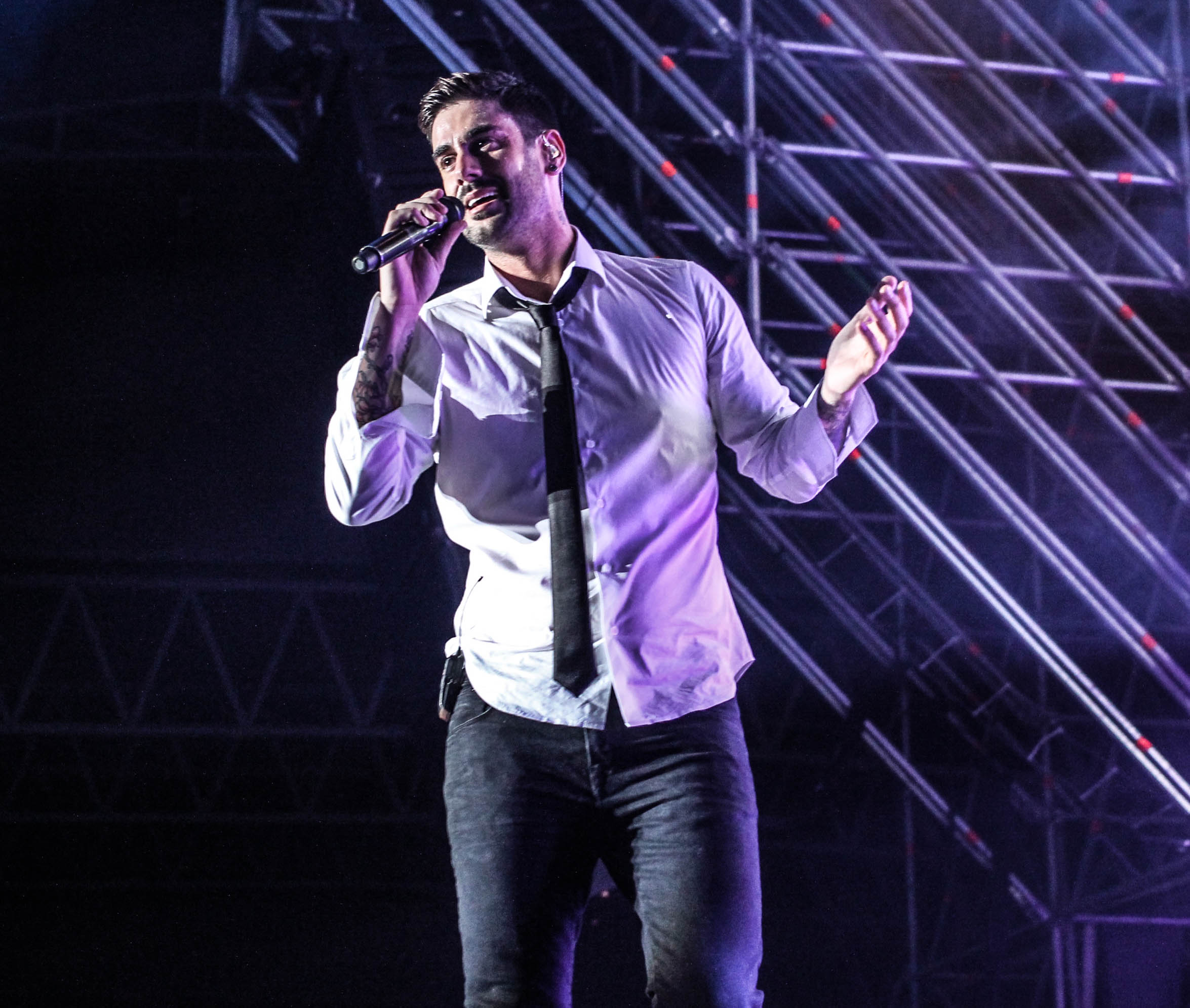
Melendi (2012, 2016)
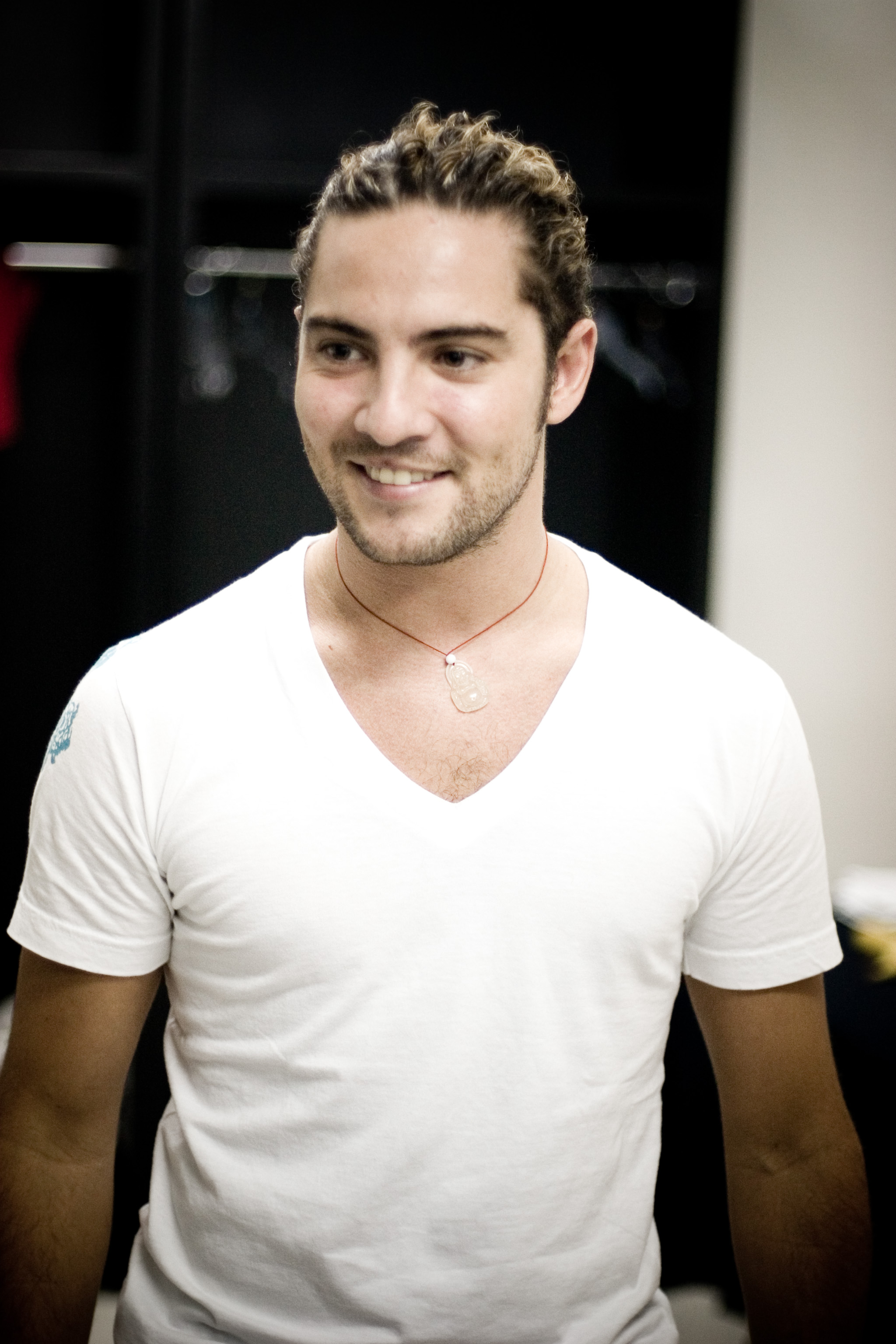
David Bisbal (2012-2013)
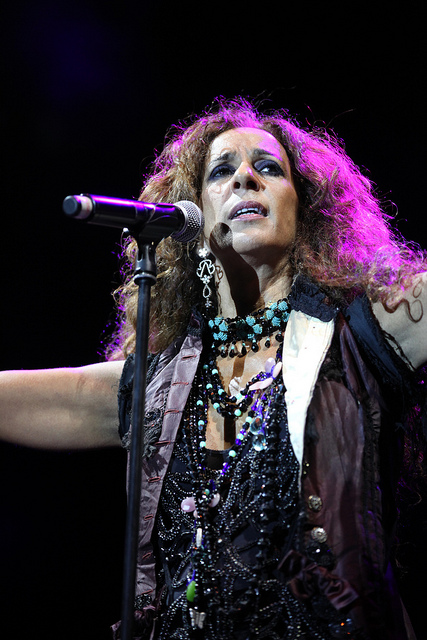
Rosario Flores (2012-2013)

### Assessors
| 1 | Luis Fonsi Equip David Bisbal         | Antonio Carmona Equip Rosario Flores | Tiziano Ferro Equip Malú           | Nek Equip Melendi                    |
| 2 | Cali y El Dandee Equip David Bisbal   | Coti Equip Rosario Flores            | Carlos Vives Equip Malú            | Juan Magán Equip Antonio Orozco      |
| 3 | José Mercé Equip Alejandro Sanz       | Álex Ubago Equip Laura Pausini       | Rosario Flores Equip Malú          | Pablo López Equip Antonio Orozco     |
| 4 | José Mercé Equip Alejandro Sanz       | Gloria Trevi Equip Manuel Carrasco   | Pablo López Equip Malú             | Diego Torres Equip Melendi           |
| 5 | Bebe Equip Juanes                     | Miguel Poveda Equip Manuel Carrasco  | Niña Pastori Equip Malú            | Antonio Orozco Equip Pablo López     |
| 6 | Miriam Rodríguez Equip Pablo López    | Antonio José Equip Paulina Rubio     | David Bustamante Equip Luis Fonsi  | Karol G Equip Antonio Orozco         |
| 7 | Tini Equip Alejandro Sanz             | Sebastián Yatra Equip Pablo López    | Carlos Rivera Equip Laura Pausini  | Mala Rodríguez Equip Antonio Orozco  |
| 8 | María José Llergo Equip Pablo Alborán | Beret Equip Malú                     | Greeicy Equip Alejandro Sanz       | David Bisbal Equip Luis Fonsi        |
| 9 | Lola Índigo Equip Luis Fonsi          | Raphael Equip Pablo López            | Vanesa Martín Equipo Laura Pausini | Mala Rodríguez Equipo Antonio Orozco |
| 9 | David Bisbal Equip Luis Fonsi         | Malú Equip Pablo López               | Melendi Equip Laura Pausini        | Rosario Flores Equip Antonio Orozco  |

Assessors La Voz 2022
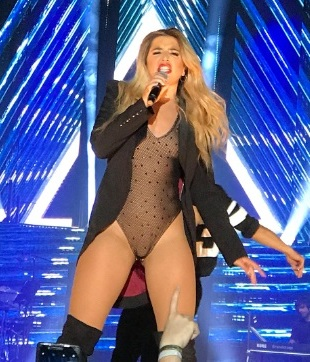
Lola Índigo Equip Fonsi (2022)
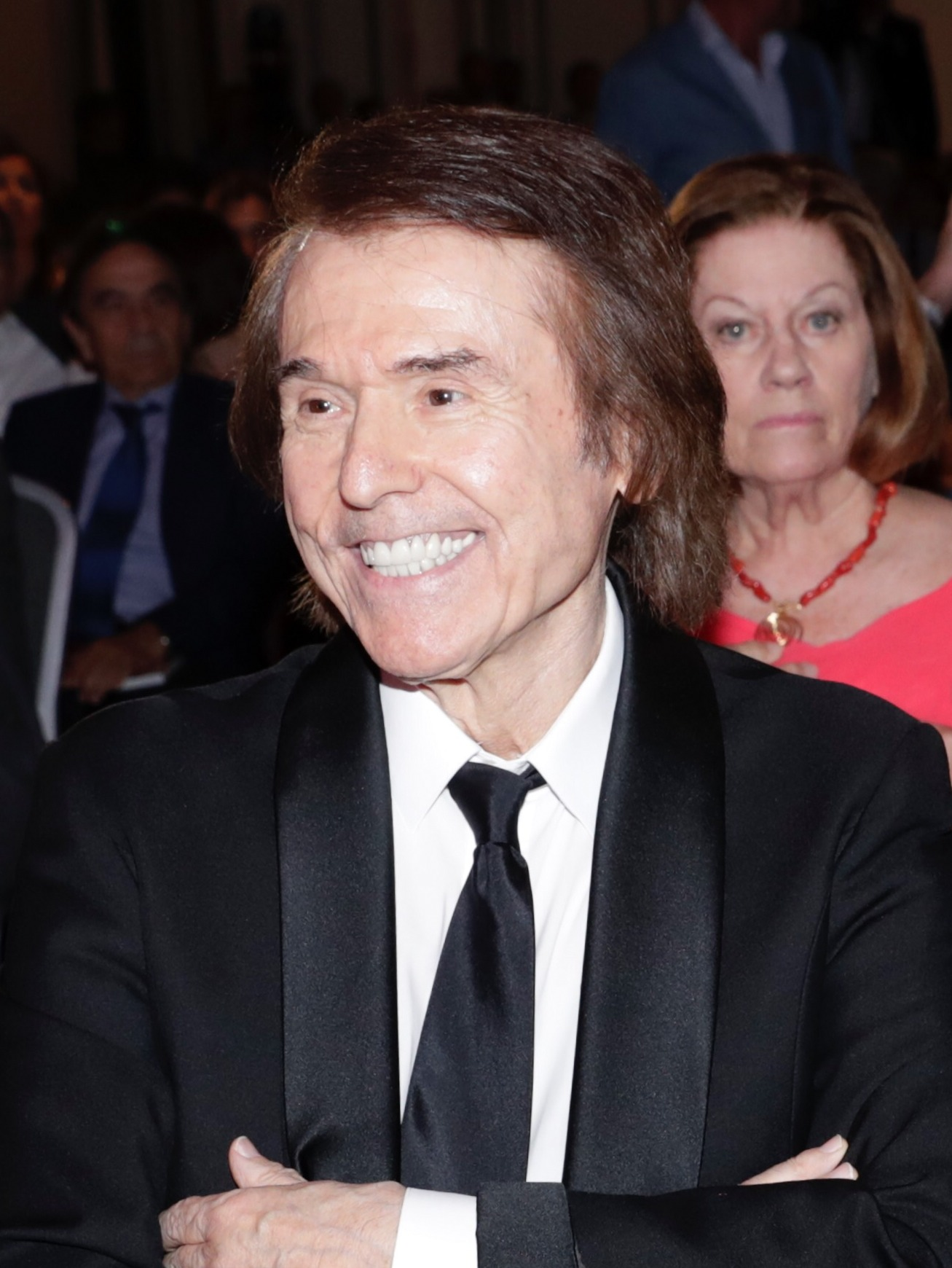
Raphael Equip Pablo (2022)
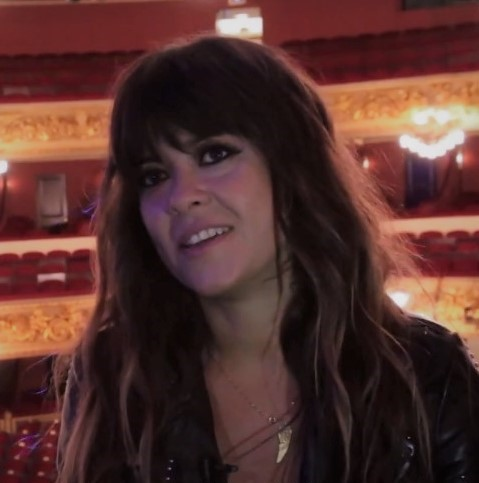
Vanesa Martín Equipo Laura (2022)
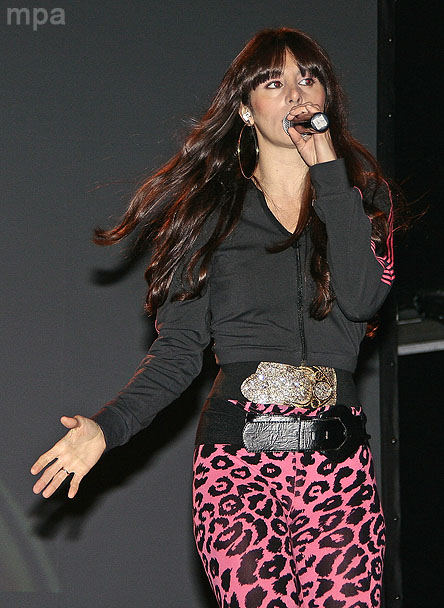
Mala Rodríguez Equipo Antonio (2022) Equipo Antonio (2020)

Antics Co-Coaches
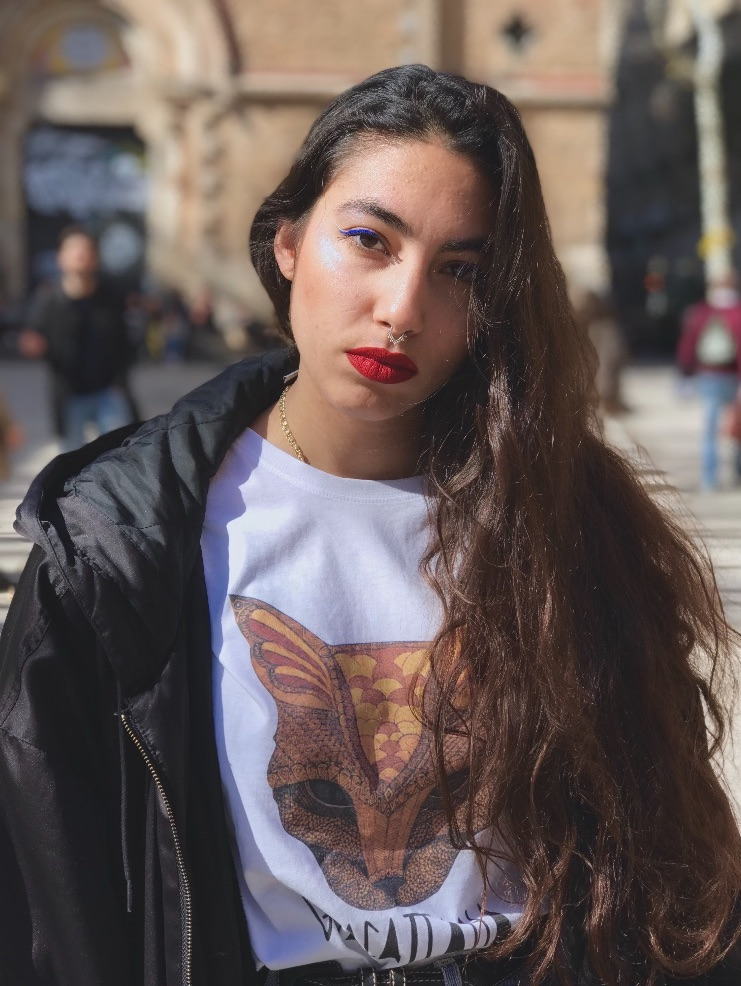
María José Llergo (2021) Equip Alborán
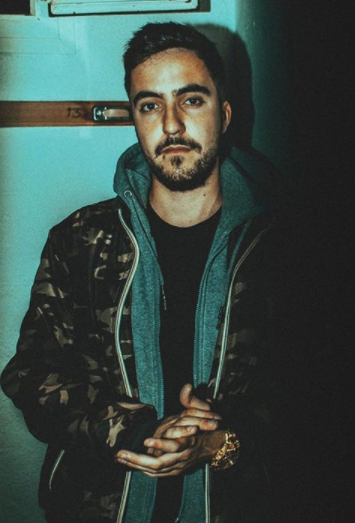
Beret (2021) Equip Malú
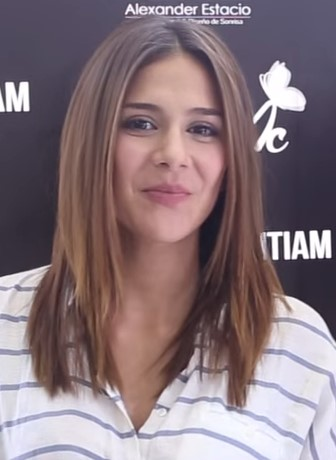
Greeicy (2021) Equip Alejandro
David Bisbal (2021) Equip Fonsi
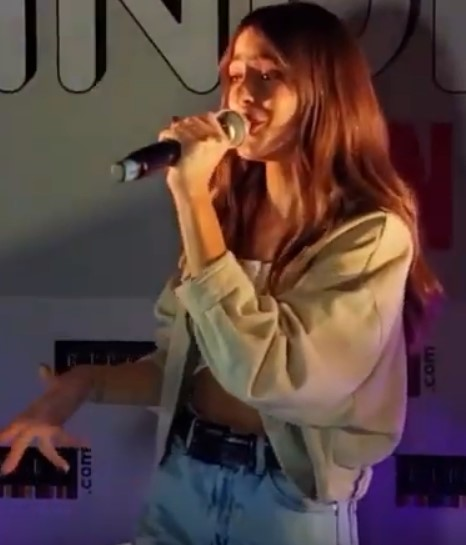
Tini (2020) Equip Alejandro
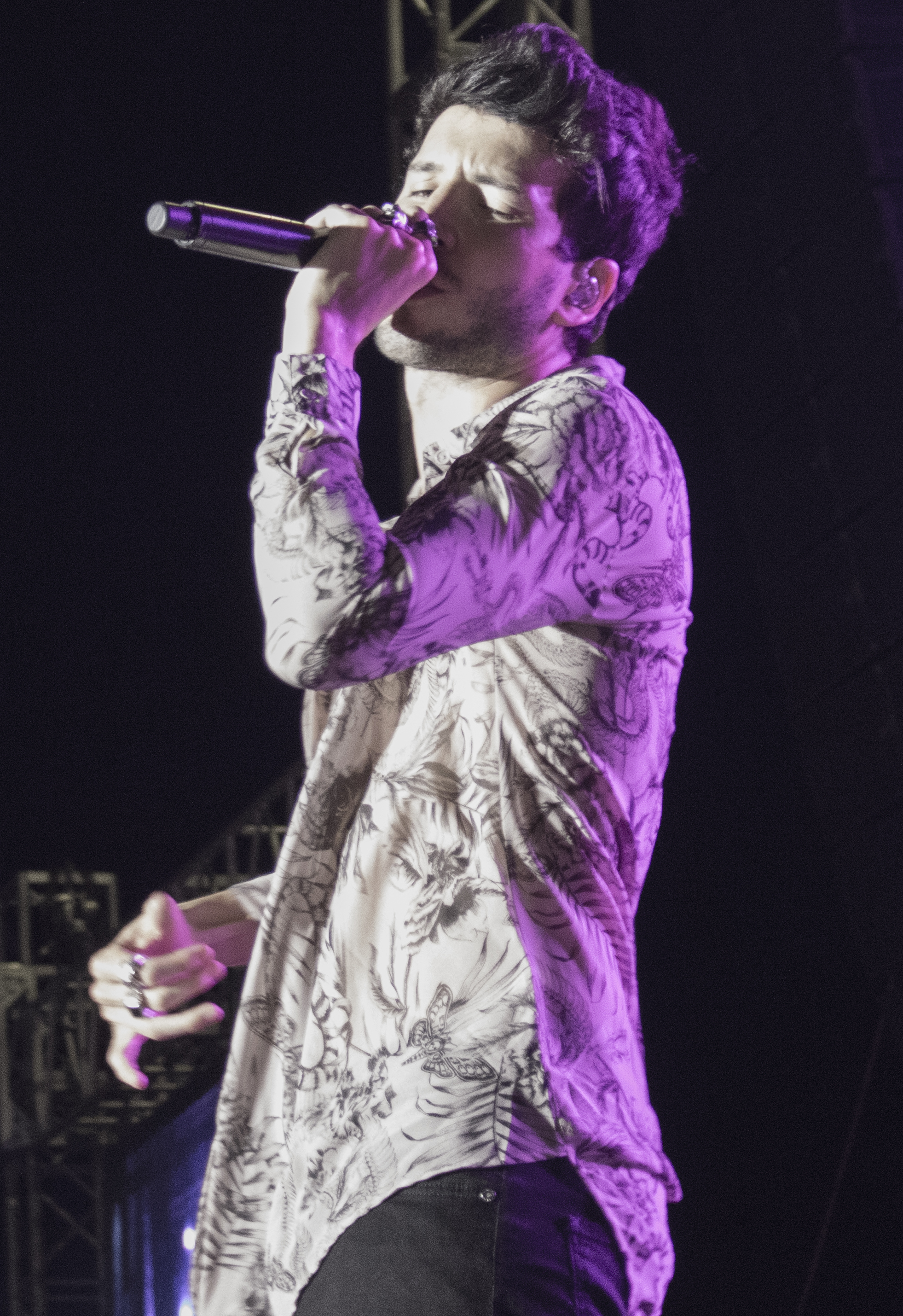
Sebastián Yatra (2020) Equip Pablo
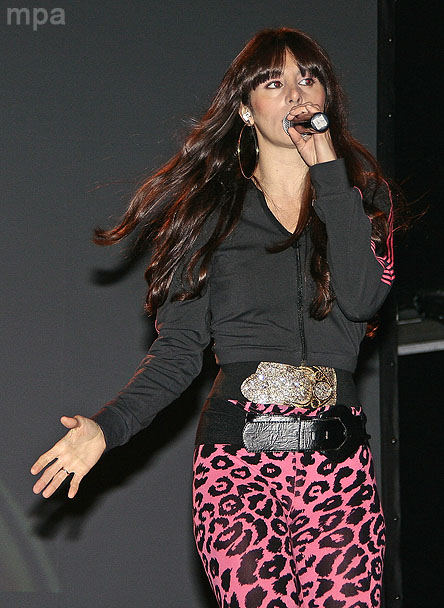
Mala Rodríguez (2020) Equip Antonio
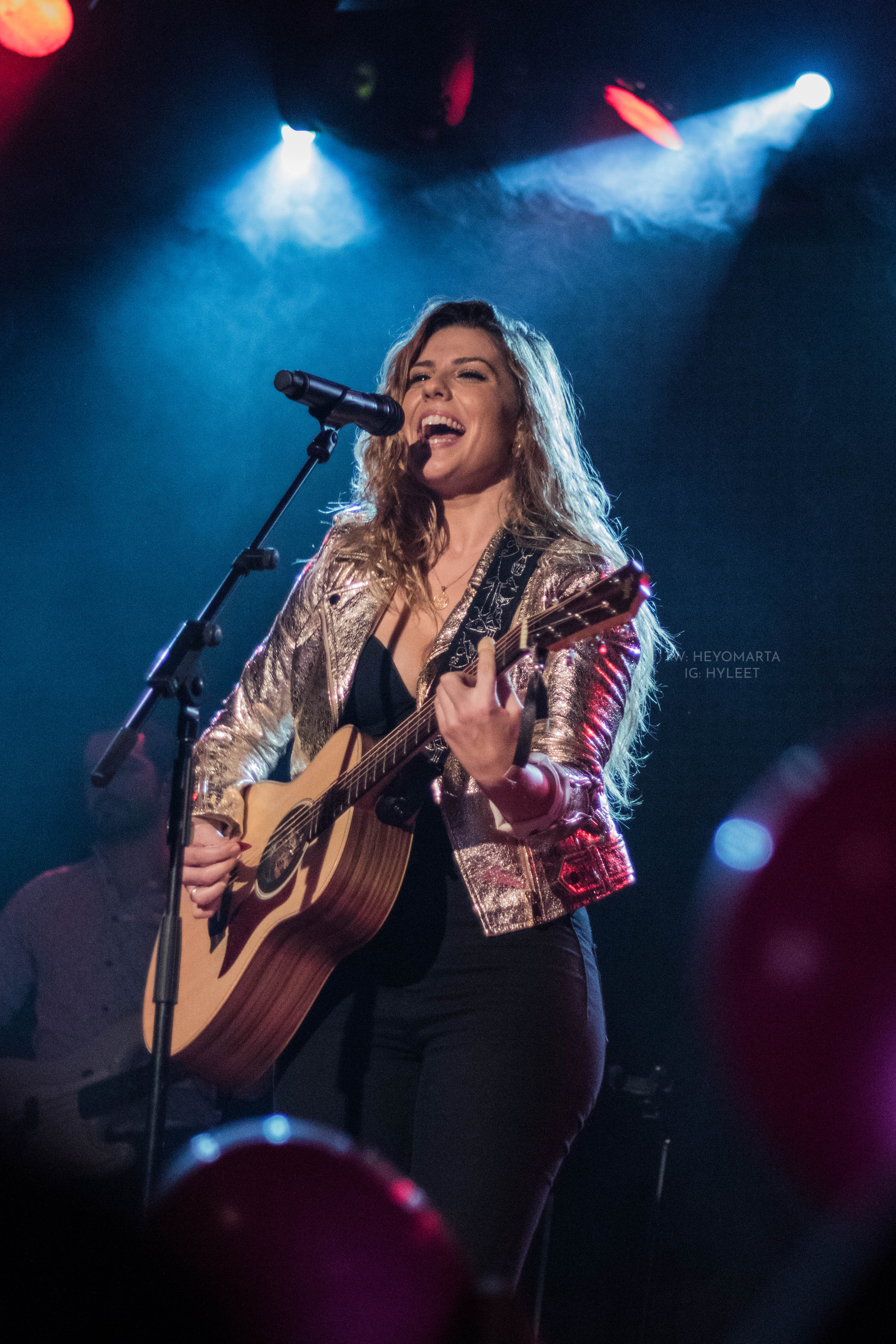
Miriam Rodríguez (2019) Equip Pablo
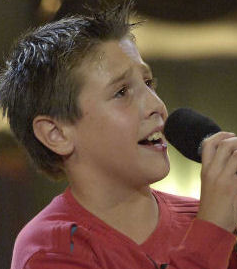
Antonio José (2019) Equip Paulina
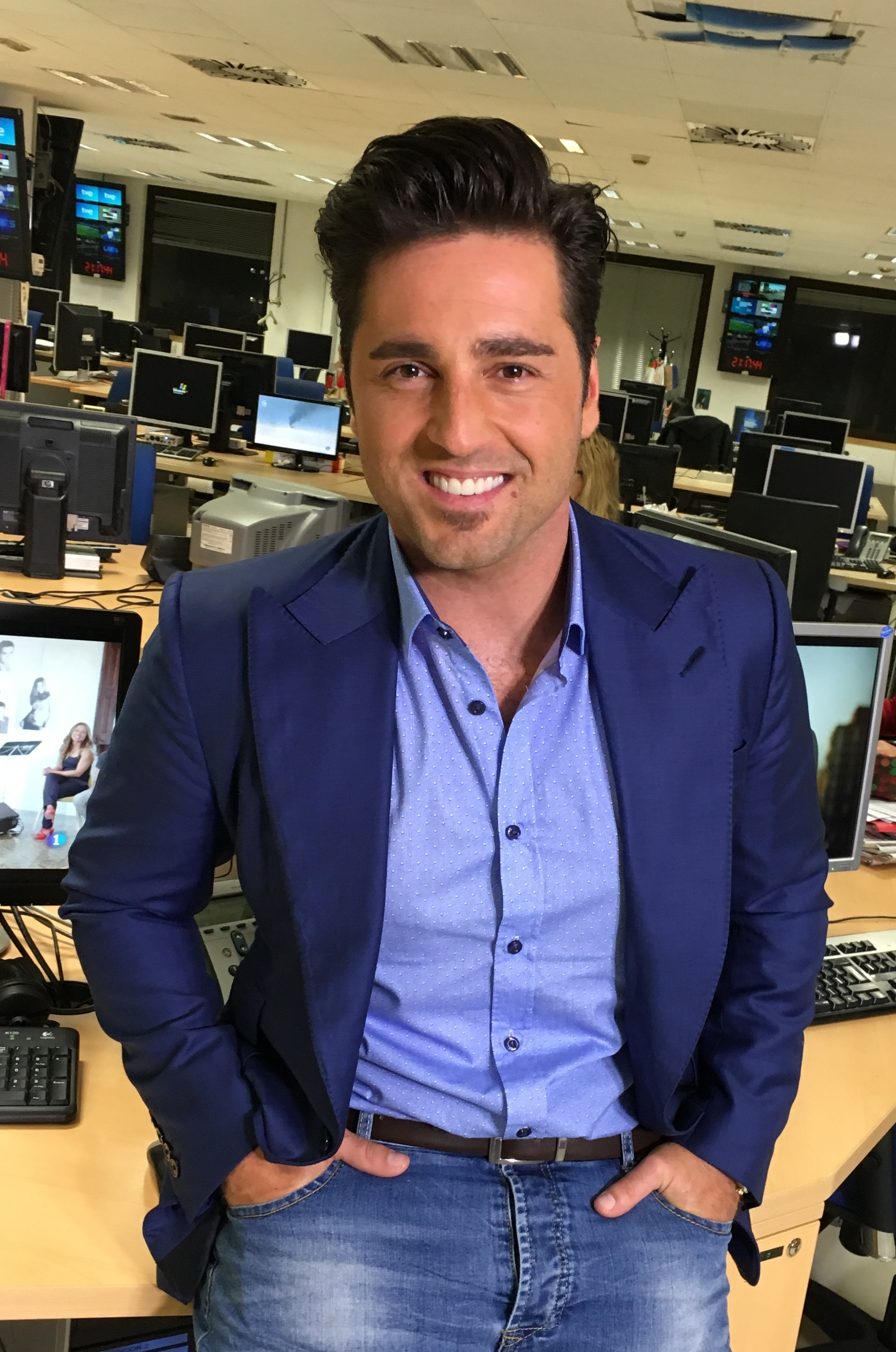
David Bustamante (2019) Equip Fonsi
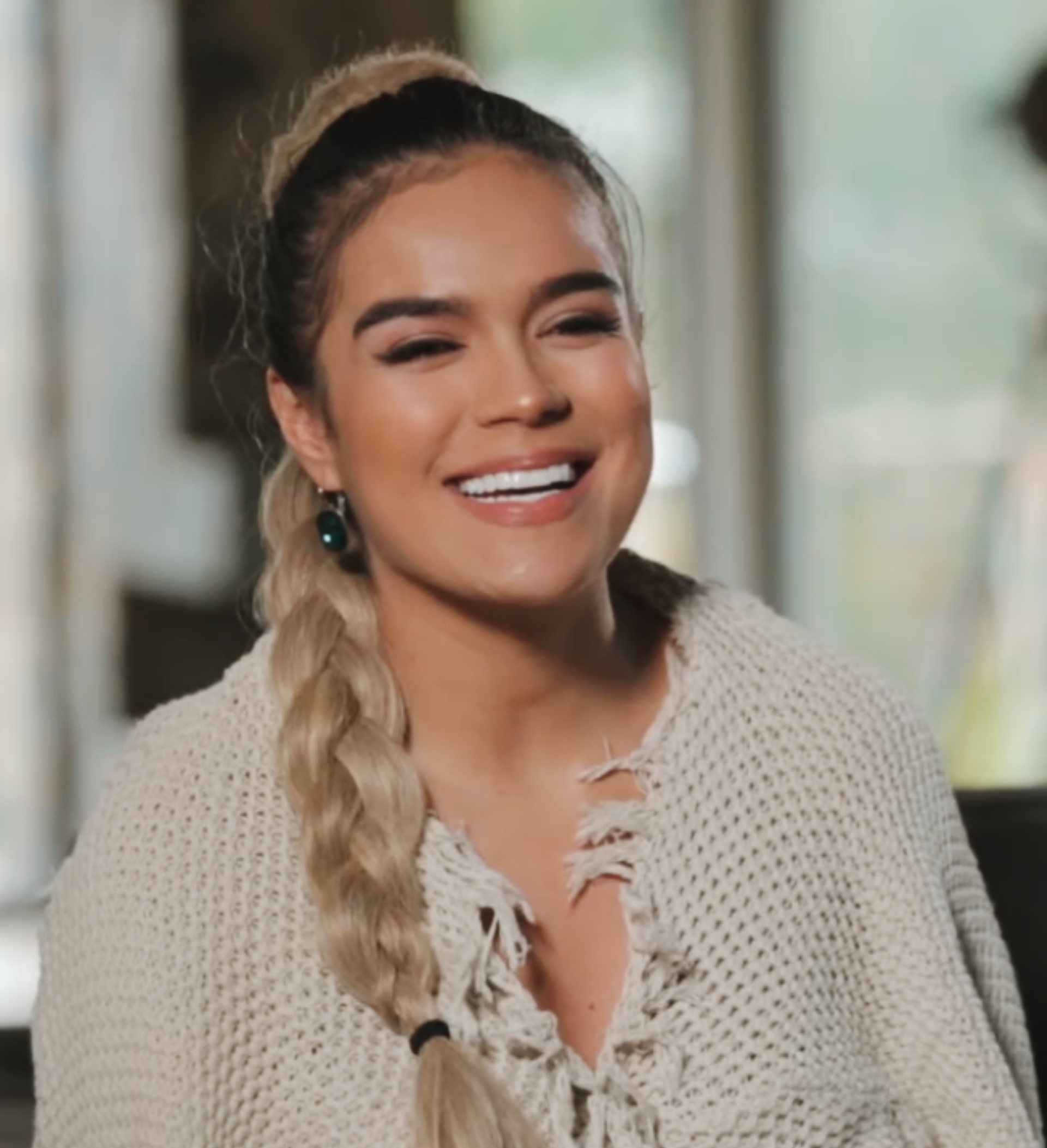
Karol G (2019) Equip Antonio
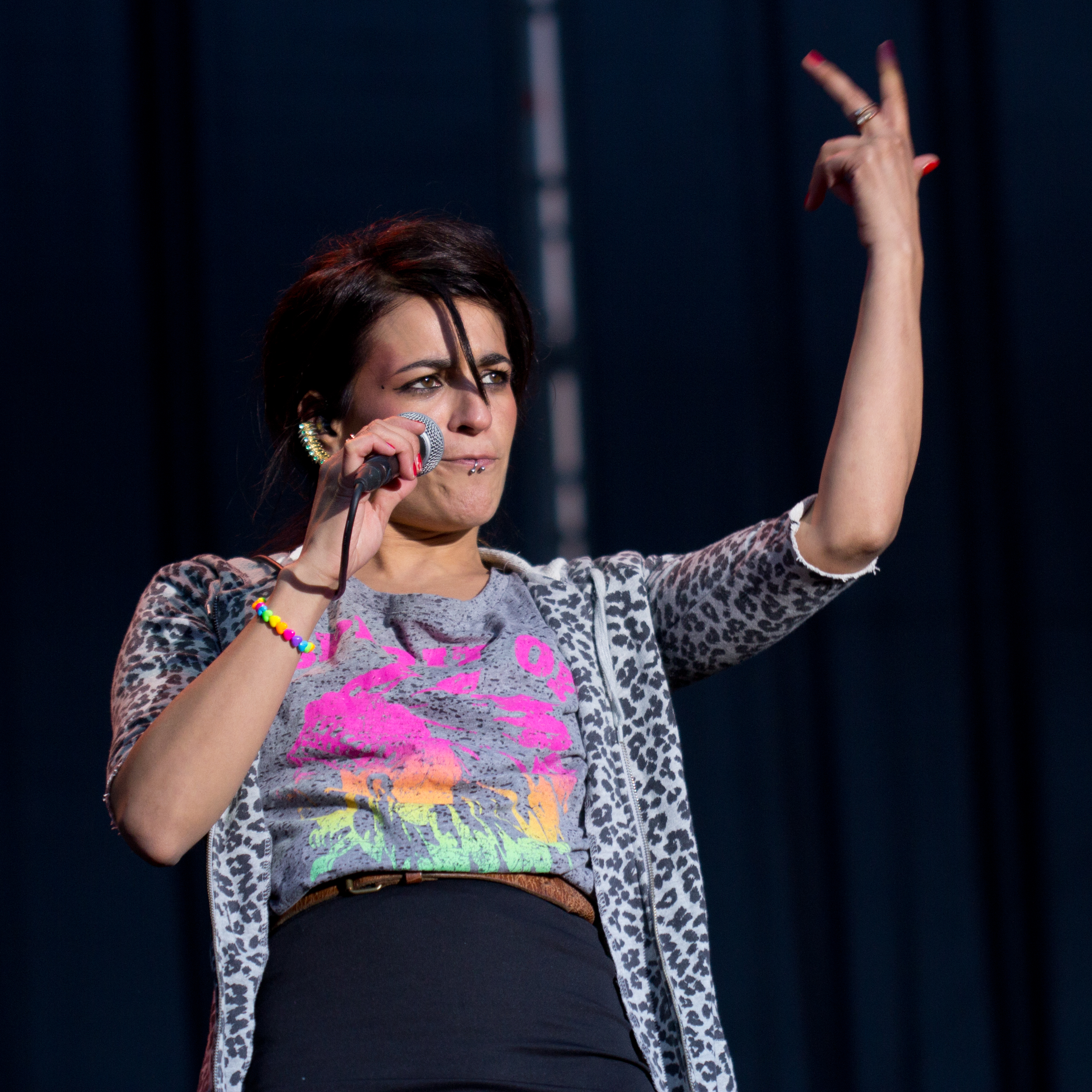
Bebe (2017) Equip Juanes
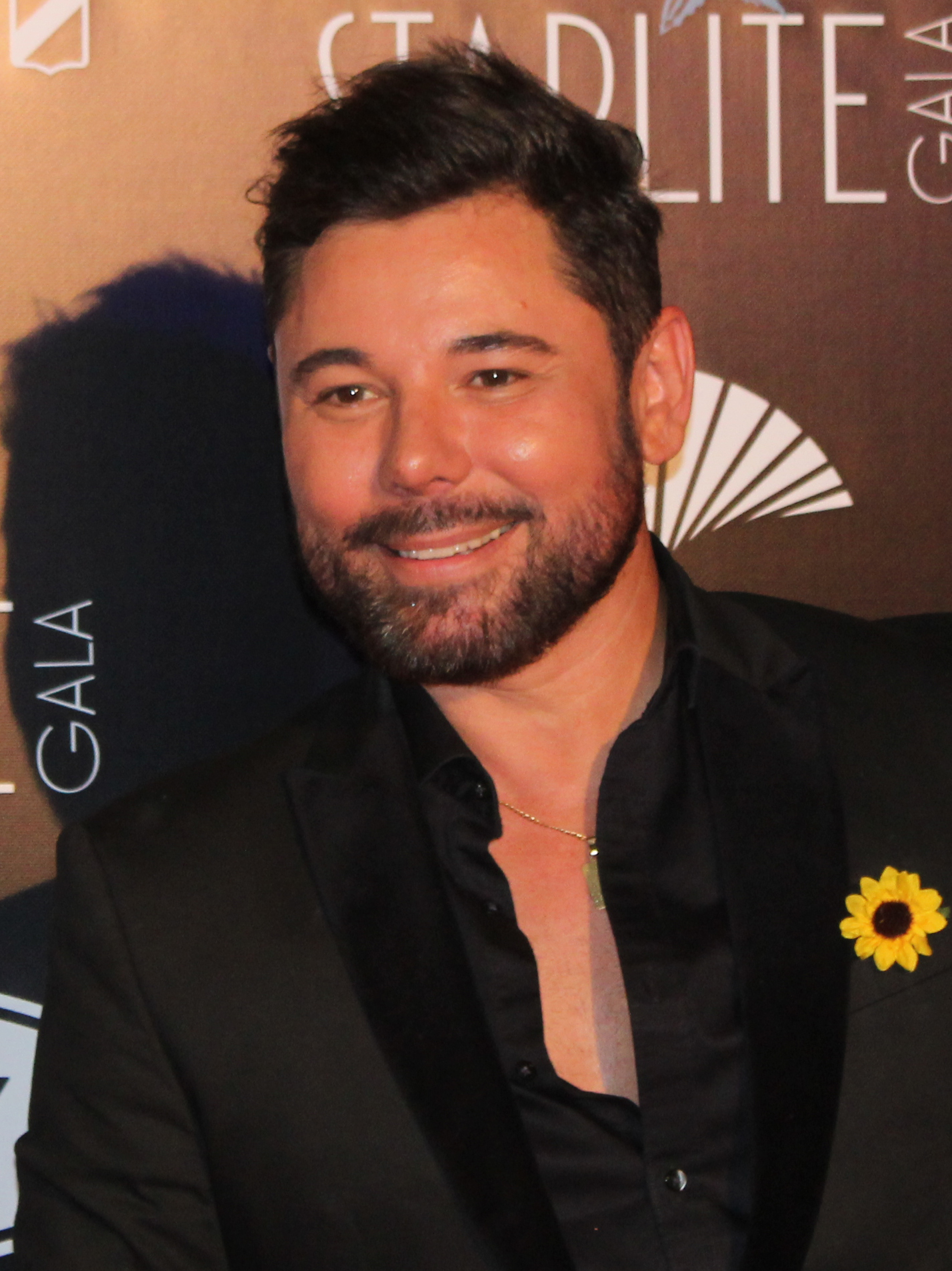
Miguel Poveda (2017) Equip Manuel
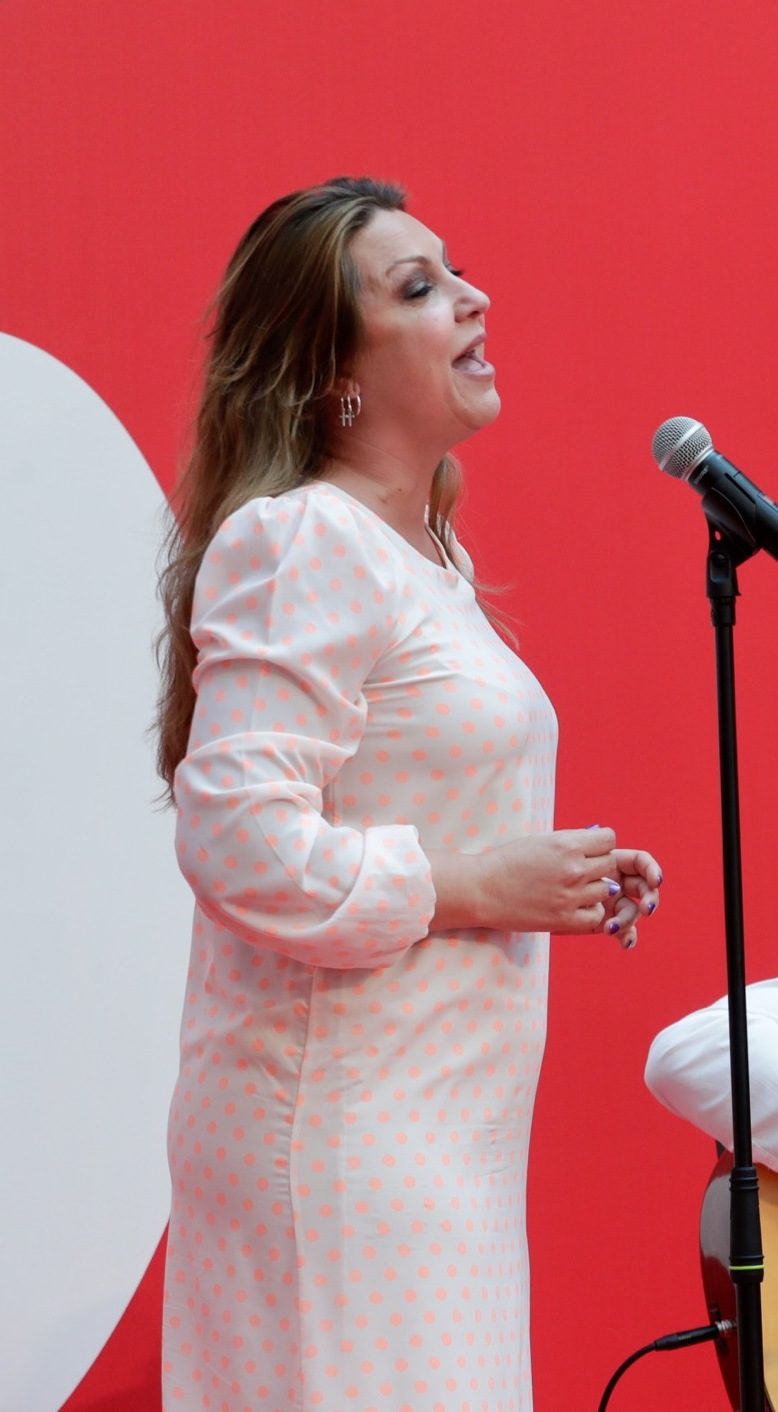
Niña Pastori (2017) Equip Malú
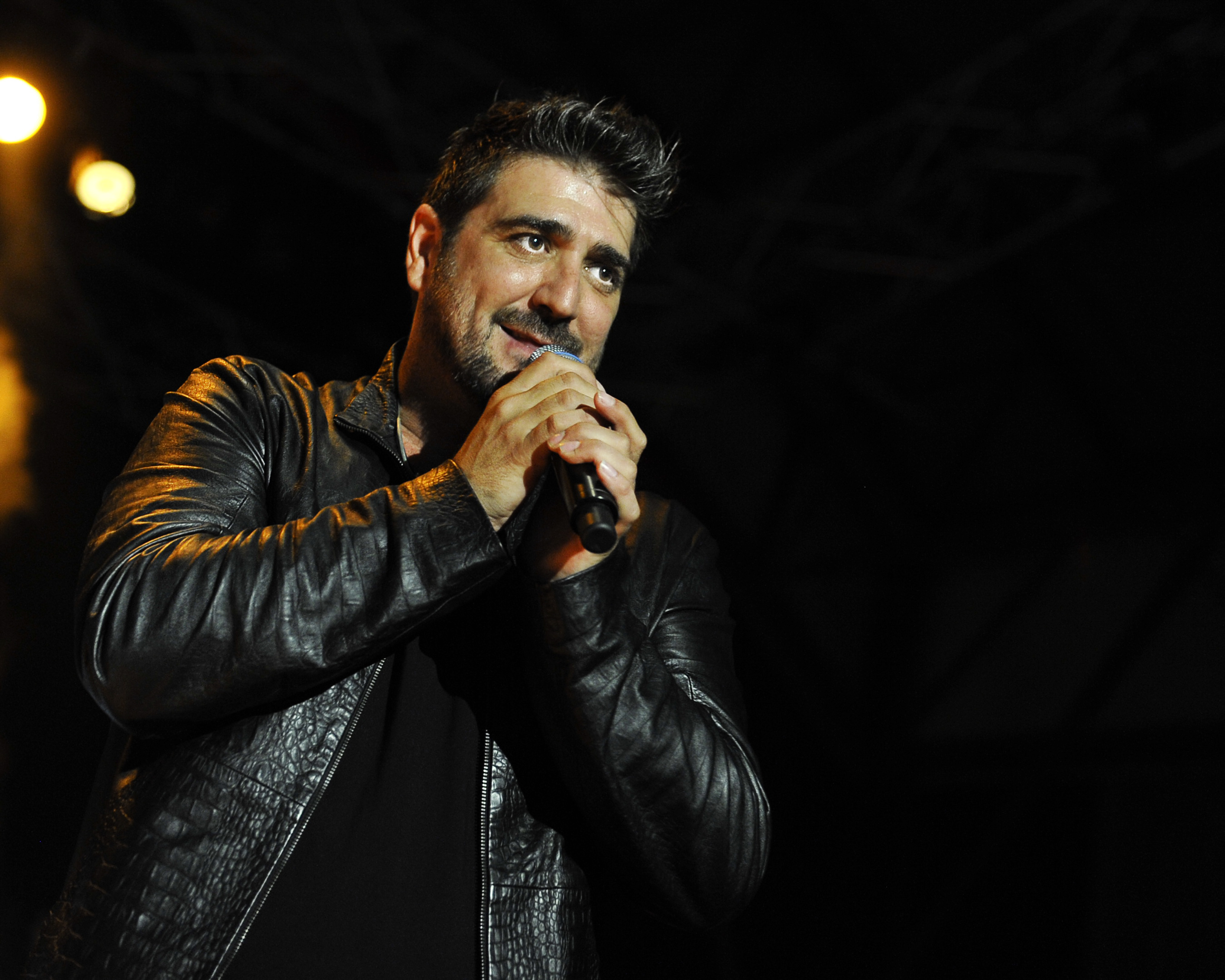
Antonio Orozco (2017) Equip Pablo
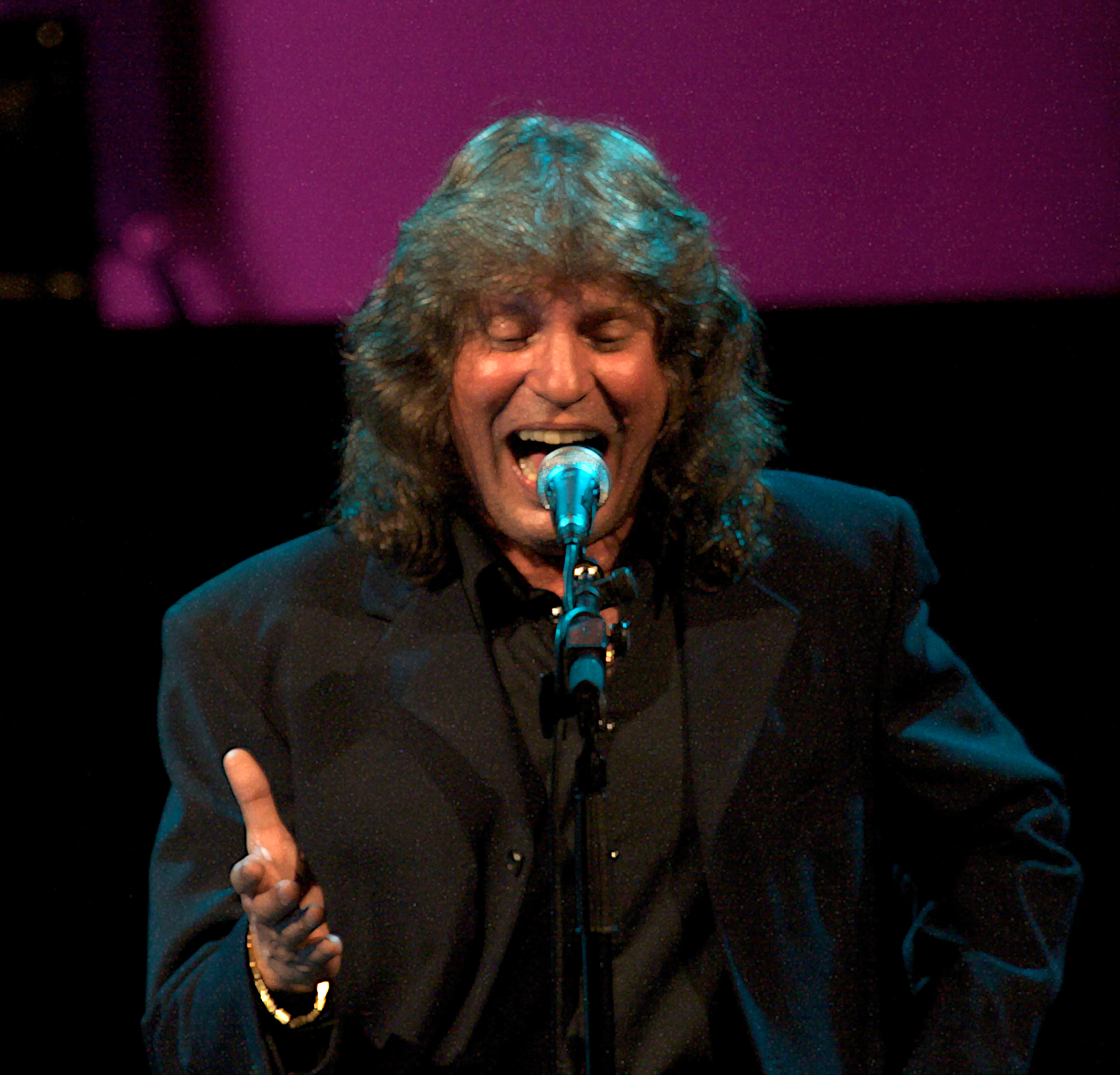
José Mercé Equip Alejandro (2016) Equipo Alejandro (2015)
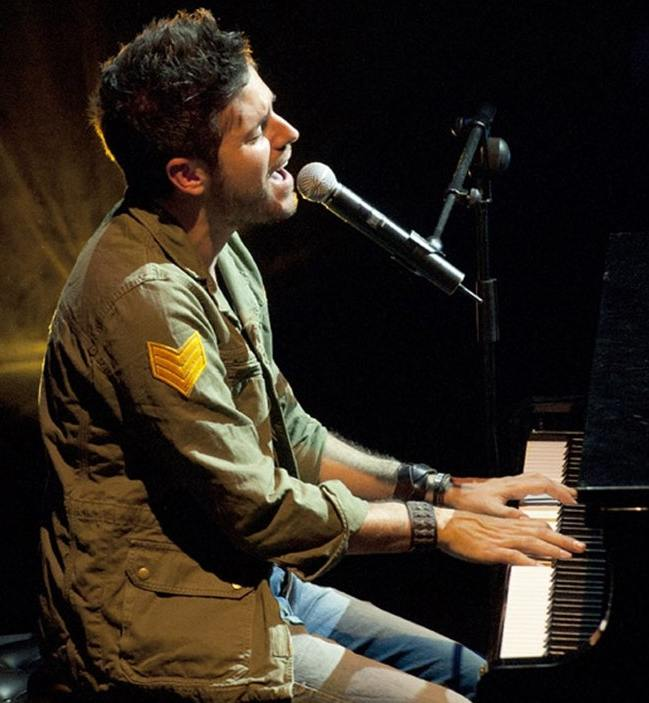
Pablo López Equip Malú (2016) Equipo Antonio (2015)
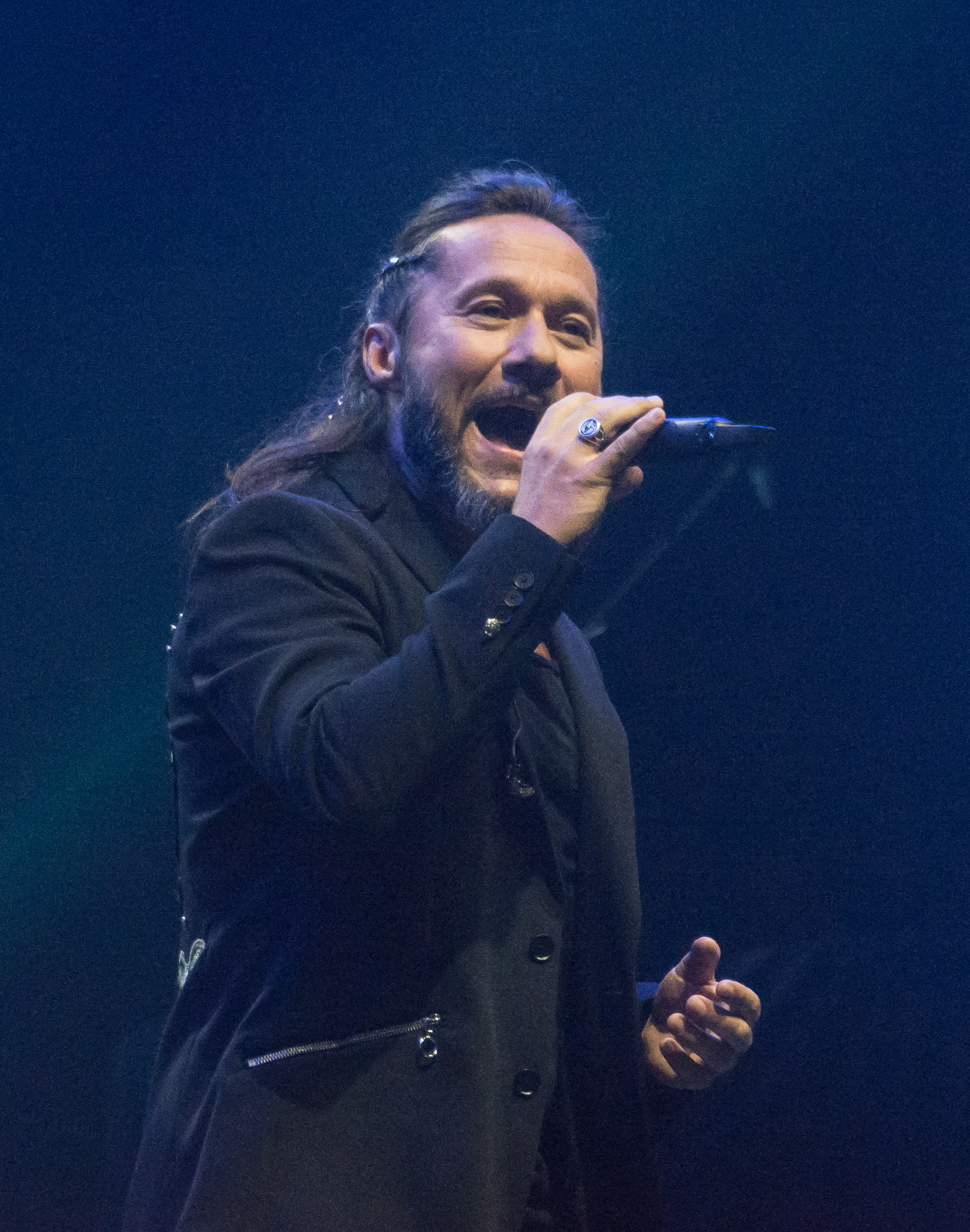
Diego Torres (2016) Equip Melendi
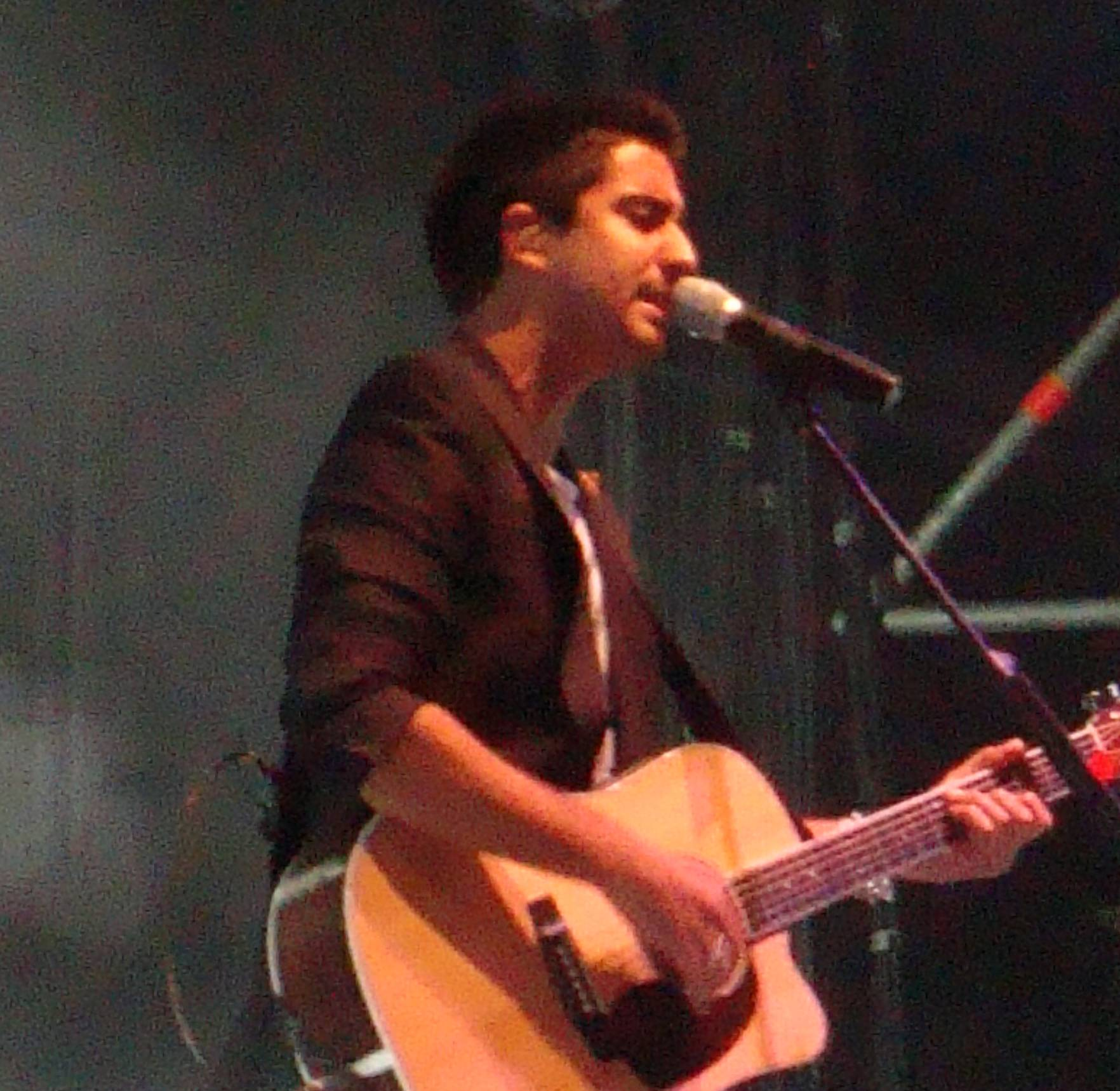
Álex Ubago (2015) Equipo Laura
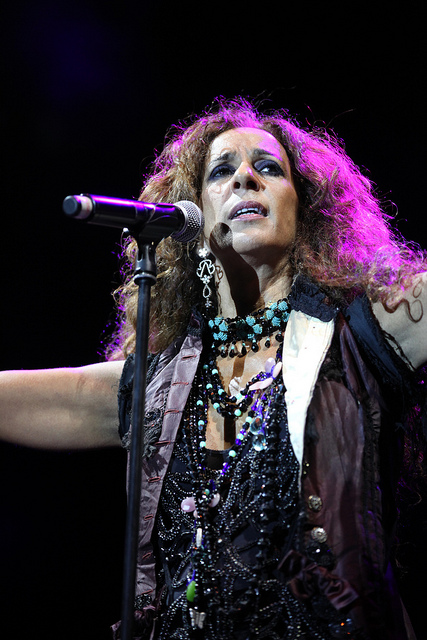
Rosario Flores (2015) Equipo Malú
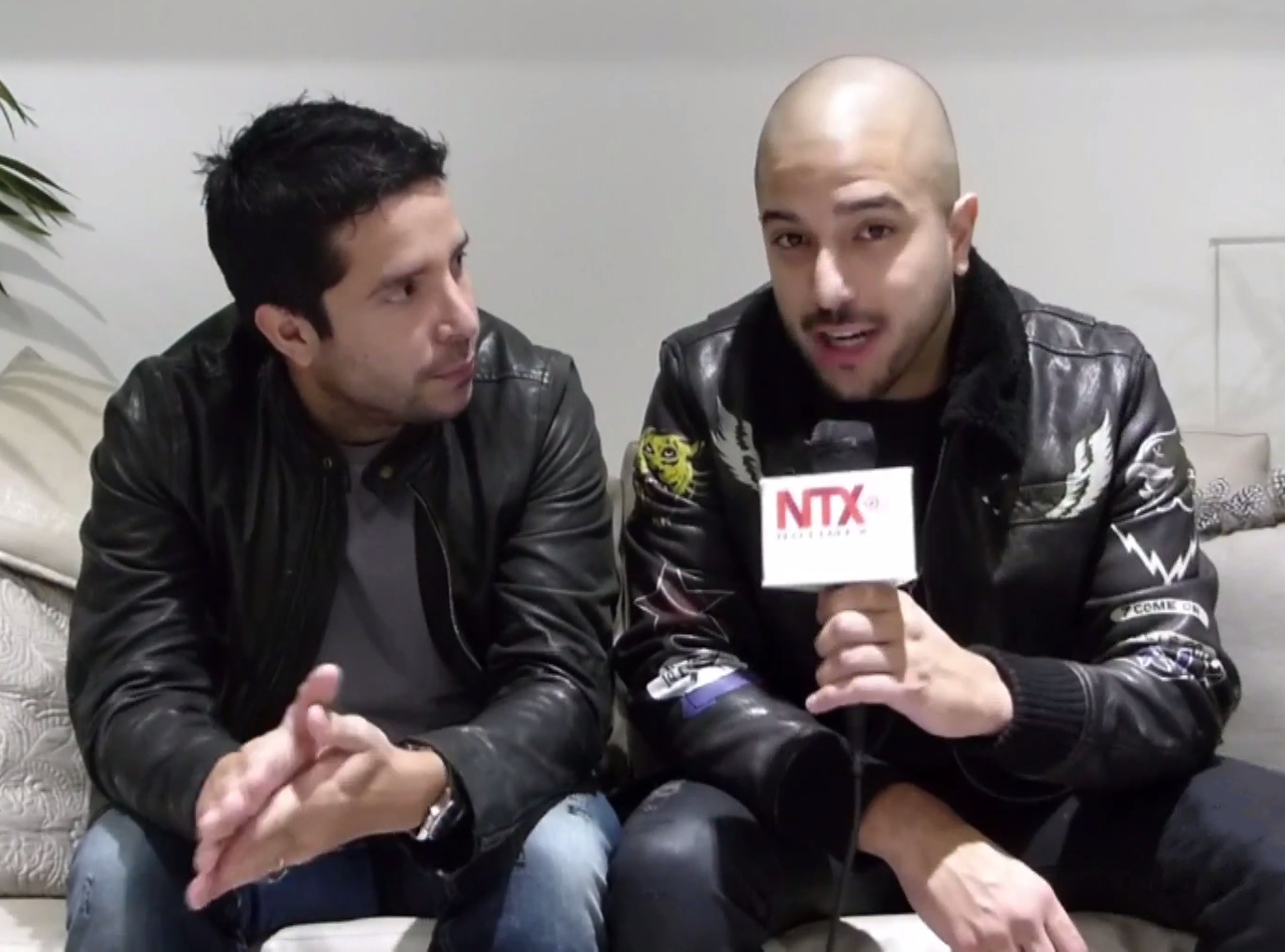
Cali y El Dandee (2013) Equip David
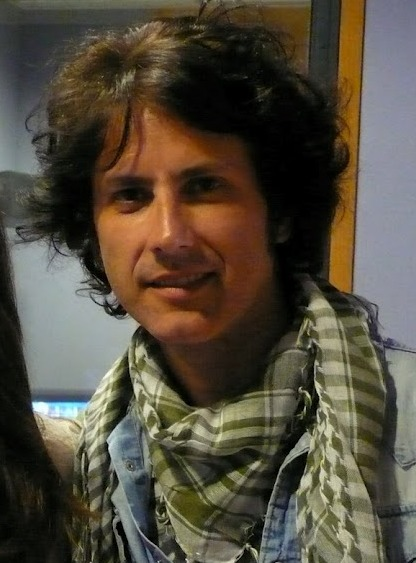
Coti (2013) Equip Rosario
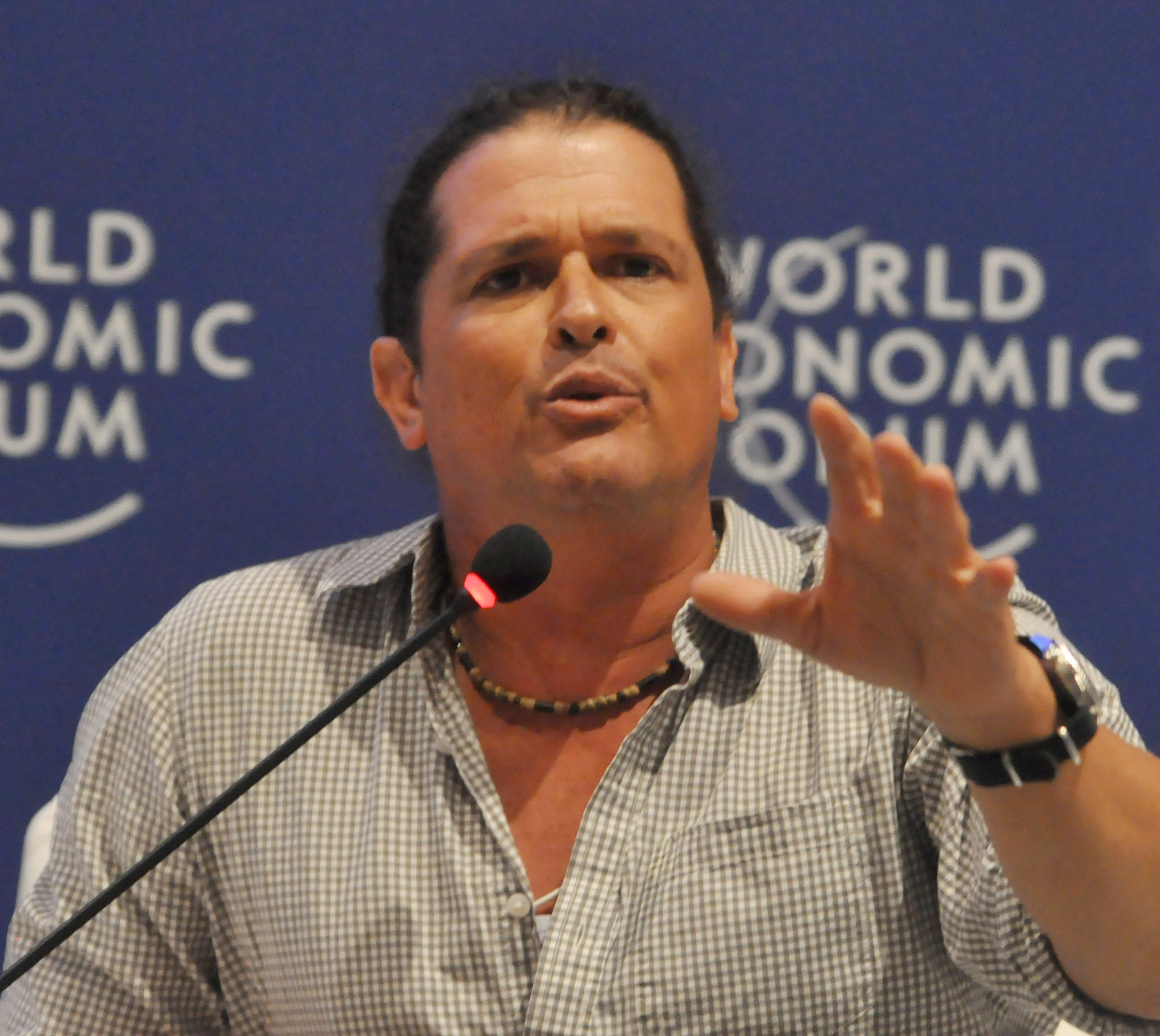
Carlos Vives (2013) Equip Malú
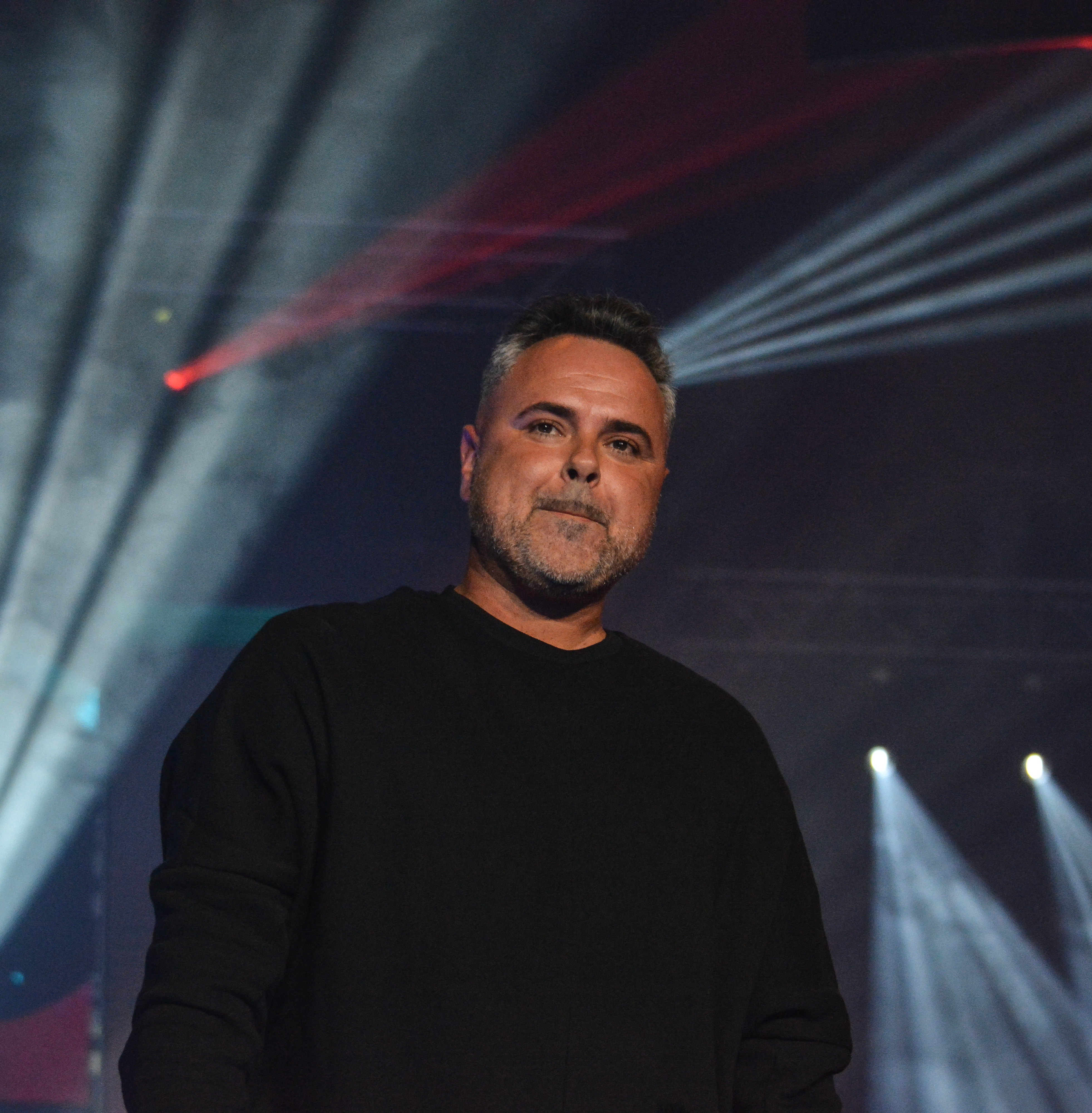
Juan Magán (2013) Equip Antonio
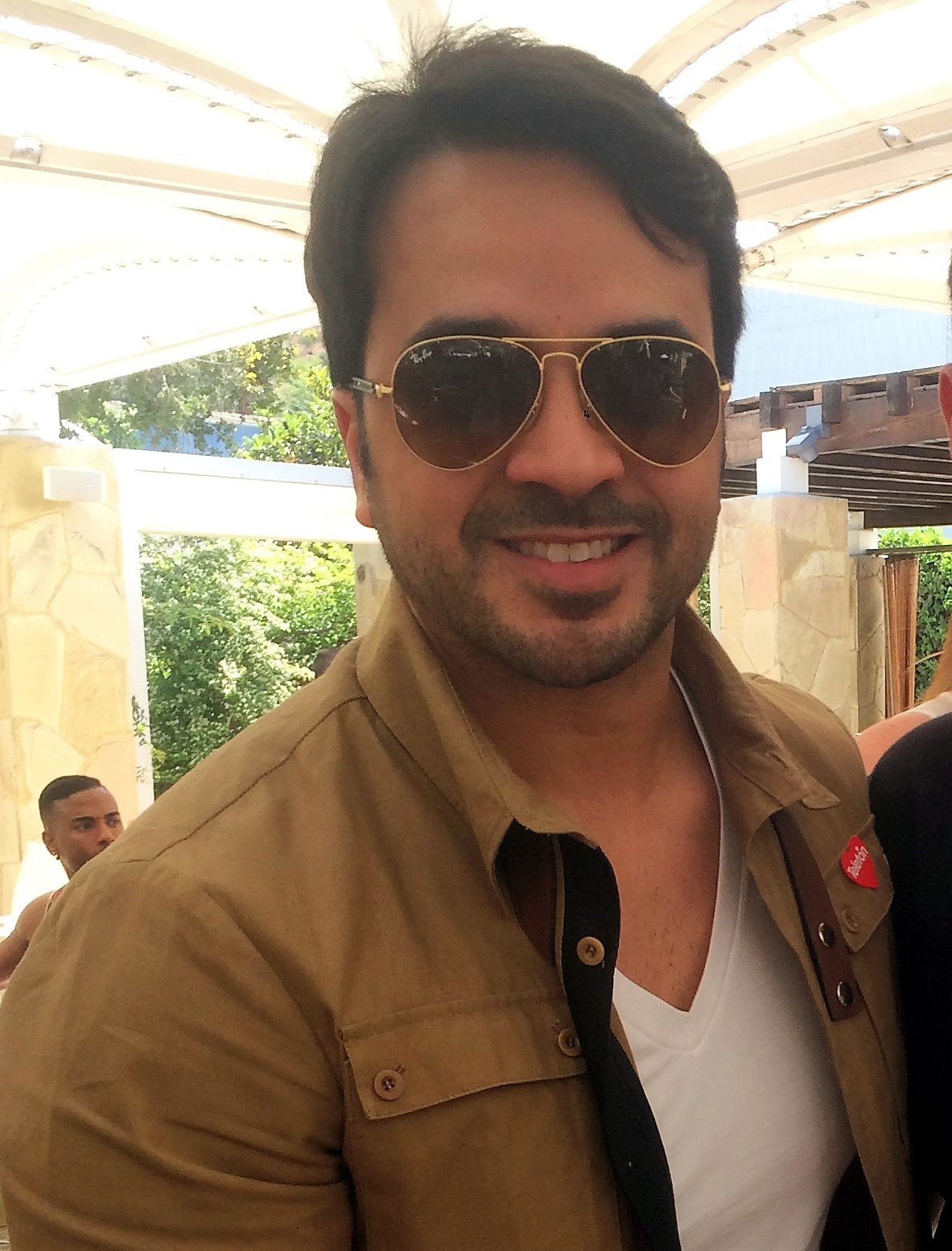
Luis Fonsi (2012) Equip David
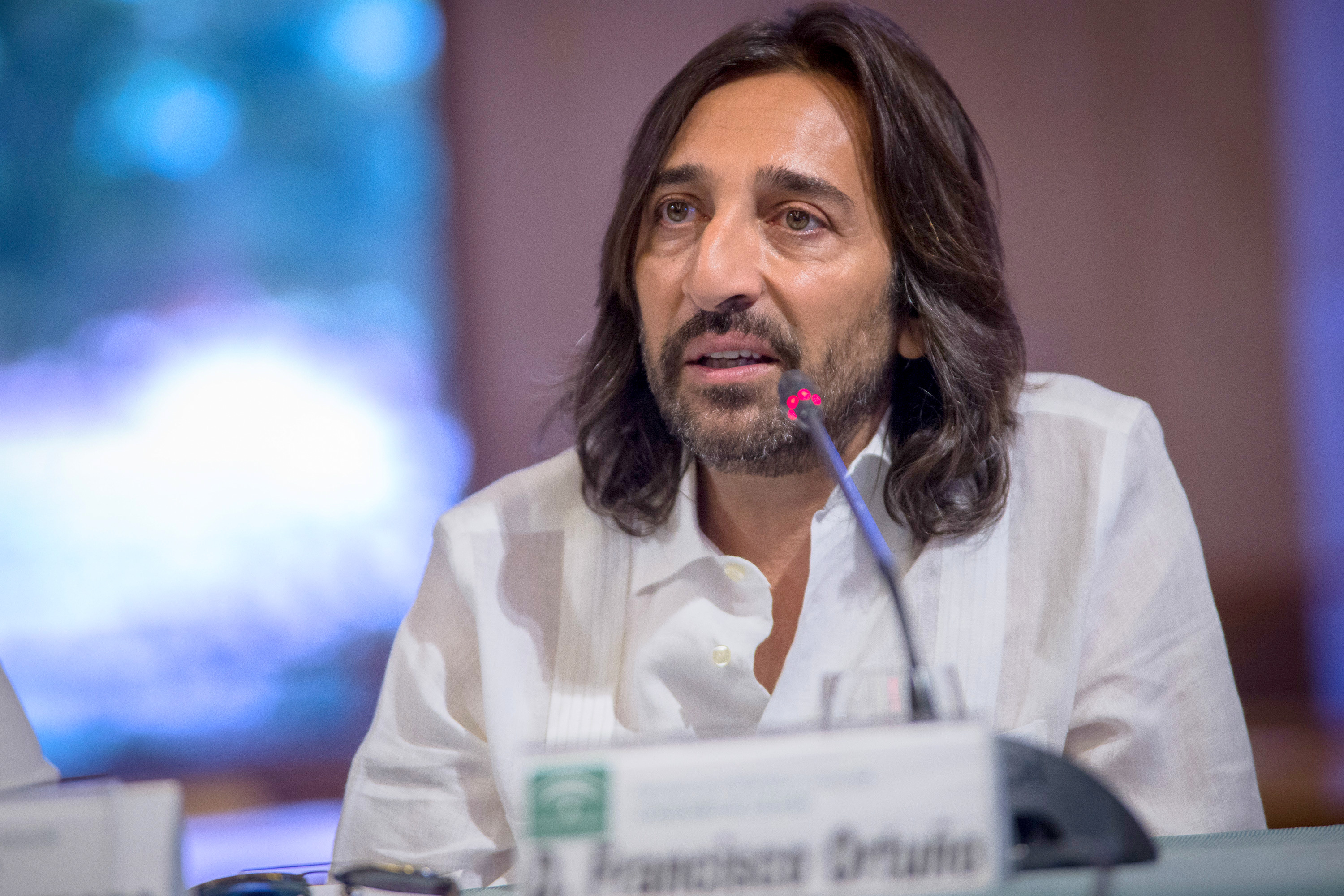
Antonio Carmona (2012) Equip Rosario
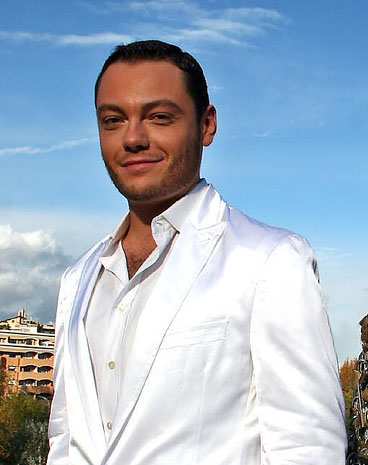
Tiziano Ferro (2012) Equip Malú
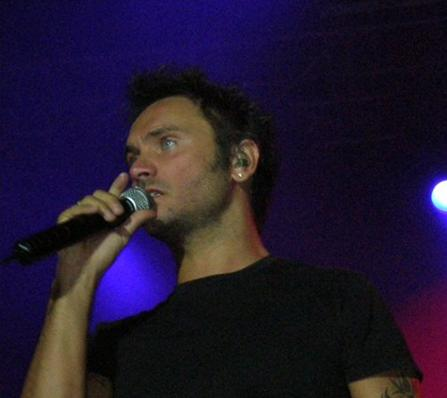
Nek (2012) Equip Melendi

### Equips (per ordre de cadires)
| Temporada | Coaches / Entrenadors                                                                                | Coaches / Entrenadors                                                                              | Coaches / Entrenadors                                                                      | Coaches / Entrenadors                                                                       |
| 1         | David Bisbal                                                                                         | Rosario Flores                                                                                     | Malú                                                                                       | Melendi                                                                                     |
| --------- | --- | -------------------------------------------------------------------------------------------------- | ------------------------------------------------------------------------------------------ | ------------------------------------------------------------------------------------------- |
| 1         | Rafa Blas Paco Arrojo Brequette Cassie Yanela Brooks                                                 | Jorge González Angélica Leyva Anabella Arregui Emmanuel Lehmann                                    | Pau Piqué Iolanda Rodríguez Nuria Martínez Rebeca Moscardó                                 | Maika Barbero Neus Ferri Paula Rojo Susanna del Río                                         |
| 2         | David Bisbal                                                                                         | Rosario Flores                                                                                     | Malú                                                                                       | Antonio Orozco                                                                              |
| 2         | Dina Arriaza Darío Benítez Jordi Galán Álex Escribano Tina Riobo Susana Sheiman                      | Estela Amaya Idoia Bediaga Ivet Vidal Gabrielle Serrini Sandra Rodrigo Brigitte Emaga              | David Barrull Silverio Belmonte Amynata Sow Mandy Santos Alba Lucía López Janyssha Lyon    | Jaume Mas Damon Robinson Cristina Rueda Ainhoa Aguilar Agustín Tirado David Velardo         |
| 3         | Alejandro Sanz                                                                                       | Laura Pausini                                                                                      | Malú                                                                                       | Antonio Orozco                                                                              |
| 3         | Marcos Martins José Manuel Más Irene Lombard Saúl Quirós                                             | Maverick López Jessica "La Flaka" Pablo Galiano Rai Machado                                        | Joaquín Garli Diana Tarín Diego Cartón Juañarito                                           | Antonio José Raquel Garrido Alba Villanueva & Marta Villanueva Antonio Tomás Olmo           |
| 4         | Alejandro Sanz                                                                                       | Manuel Carrasco                                                                                    | Malú                                                                                       | Melendi                                                                                     |
| 4         | Thais Rudiño Esperanza Delgado Manu González Carlos de Pepa Jeffrey Pop Noelia de la Flor            | Carlos Torres José María Moreno "Luiso" Esmeralda Colette Álex Forriols María Cambas Lieta Molinet | Irene Caruncho Mayte Maya Suzanna Abellán Shanti Gordi María La Caria Cris Ases "La Cris"  | Mario Jiménez Sahra Lee Belinda Falcón Bandile Paul Alone Deborah Ayo                       |
| 5         | Juanes                                                                                               | Manuel Carrasco                                                                                    | Malú                                                                                       | Pablo López                                                                                 |
| 5         | Pedro Hernández Herrera Elena Alberdi Samuel Guedes Berta Bittersweet Carmelo Jiménez Vincent Loukas | Alba Gil Santana Carlos Villa (Charlie) Omar Moro Fredrik Strand Sergio Bermejo (Gio) Luna García  | Samuel Cuenda Sánchez Charo Giménez Ricardo Mestre Genara Cortés Adib Sayegh Víctor Branch | Gabrielle Dellolio Laura Rubio Kamila Velázquez Jennifer Fourcart Renzo Santana Jesús Martí |
| 6         | Pablo López                                                                                          | Paulina Rubio                                                                                      | Luis Fonsi                                                                                 | Antonio Orozco                                                                              |
| 6         | Andrés Martín Auba Estela Murillo Javier Erro Palomy López                                           | Ángel Cortés Viky Lafuente Hugo Marlo Susana Montaña                                               | María Espinosa Linda Rodrigo Álex Palomo Joel Lion                                         | Javi Moya Marcelino Damion Lorena Fernández Lia Kali                                        |
| 7         | Alejandro Sanz                                                                                       | Pablo López                                                                                        | Laura Pausini                                                                              | Antonio Orozco                                                                              |
| 7         | Rafael Ruiz Adam Ainouz Haizea Gómez                                                                 | Roger Padrós Miguelichi López Dayana Emma                                                          | Kelly Isaiah Ogbebor Paula Espinosa Carlota Palacios Juan José Alba                        | Johanna Polvillo Curricé Antonio Villar                                                     |
| 8         | Pablo Alborán                                                                                        | Malú                                                                                               | Alejandro Sanz                                                                             | Luis Fonsi                                                                                  |
| 8         | Inés Manzano Marina Jiménez Tyler Middlemiss Carlos Galí María Ibikule "Toyemi"                      | Ezequiel Montoya Besay Pérez Jesús Peguero Fran Valenzuela                                         | Julio Benavente Karina Pasian Isabel Molina (Beli) Alice Reay                              | Carlos Ángel Valdés Diana Larios Irene Nández Daniel Gómez                                  |
| 9         | Luis Fonsi                                                                                           | Pablo López                                                                                        | Laura Pausini                                                                              | Antonio Orozco                                                                              |
| 9         | Génesis de Jesús Antón Pérard Juan García (Milos) Tayra Taylor                                       | Javier Santacruz Ana Corbel Alba Ed-Dounia Teresa Luis                                             | Ana González Sergio Boccio Fran Flores Gabriel Herrera                                     | Javier Crespo Salma Díaz Jonatan Santiago Juan Motos                                        |

     1er lloc
     2n lloc
     3r lloc
     4t lloc
     Sense finalista
- Els finalistes de cada equip estan ubicats al principi de la llista, a negreta.
- Els participants estan llistats en l'ordre en què van ser eliminats.
- Els participants estan ordenats segons la temporada en què han participat i l'entrenador amb què van participar.